# Serie B 2017-2018
La Serie B 2017-2018 è stata l'86ª edizione della Serie B del campionato italiano di calcio (l’82ª a girone unico) e l'ultima a 22 squadre, disputata tra il 25 agosto 2017 ed il 18 maggio 2018 e conclusa con la vittoria dell'Empoli, al suo secondo titolo.
Capocannoniere del torneo è stato Francesco Caputo (Empoli) con 26 reti.

## Stagione
Alla partenza del campionato di Serie B 2017-2018 si presentano per l'ultima volta 22 squadre, le quali scenderanno poi a 20 a partire dalla stagione seguente, con un numero complessivo di giornate che verrà ridotto da 42 a 38 turni. 
Il campionato è iniziato venerdì 25 agosto 2017 con il primo anticipo del torneo, a cui hanno fanno seguito sabato 26 agosto le restanti sfide della prima giornata. La stagione si è conclusa venerdì 18 maggio 2018, con la 42ª e ultima giornata del campionato. La Serie B 2017-2018 ha visto cinque turni infrasettimanali, giocati sempre di martedì: 19 settembre, 24 ottobre, 27 febbraio, 17 aprile e 1º maggio. È confermata la sosta invernale del torneo, fissata nella prima parte di gennaio. L'ultimo turno dell'anno solare, che coincide con l'ultimo del girone d'andata, è stato disputato infatti giovedì 28 dicembre 2017, ed il campionato è ripreso sabato 20 gennaio 2018, con la prima giornata del girone di ritorno. I due turni nel periodo natalizio inizialmente previsti per domenica 24 e domenica 31 dicembre 2017 sono stati giocati giovedì 21 e giovedì 28 dicembre 2017 con inizio alle 20:30.
I play-off hanno avuto inizio domenica 3 giugno con le due partite del turno preliminare. Le semifinali si sono giocate con gare d'andata mercoledì 6 giugno e con gare di ritorno domenica 10 giugno. La finale si è giocata con gara d'andata mercoledì 13 giugno e ritorno sabato 16 giugno. Il play-out si è disputato con gara d'andata giovedì 24 maggio e gara di ritorno giovedì 31 maggio.
La regione più rappresentata in questo campionato è l'Emilia-Romagna con 3 squadre (Carpi, Cesena e Parma); con 2 rappresentanti vi sono Campania (Avellino e Salernitana), Lombardia (Brescia e Cremonese), Liguria (Spezia e Virtus Entella), Piemonte (Novara e Pro Vercelli), Puglia (Bari e Foggia), Umbria (Perugia e Ternana) e Veneto (Cittadella e Venezia); con una sola rappresentante ciascuna ci sono Abruzzo (Pescara), Lazio (Frosinone), Marche (Ascoli), Toscana (Empoli) e Sicilia (Palermo).
La canzone ufficiale è Lo specchio di Francesco Renga.

### Novità
Sono stati promossi dalla Lega Pro la Cremonese, di ritorno in cadetteria dopo 11 anni, il Venezia tornato dopo 12 anni (e dopo due anni dal fallimento e la retrocessione in Serie D), il Foggia dopo un'odissea lunga 19 anni (arricchita da due fallimenti e una retrocessione in serie D risalente a soli 5 stagioni prima) ed il Parma, tornato in Serie B anch'esso dopo il fallimento di due anni prima e la retrocessione dalla Serie A in Serie D. Dalla Serie A sono retrocessi Empoli, Palermo e Pescara. In questa stagione non vi è nessuna squadra esordiente.
Per quanto riguarda il regolamento dei play-off, la terza classificata non disputerà gli spareggi e verrà promossa direttamente se avrà un margine di vantaggio superiore ai 14 punti, anziché i 9 previsti nella stagione precedente, dalla quarta classificata. Inoltre non vale più la regola per cui le squadre entro l'ottavo posto devono rientrare nel margine di 14 punti dalla terza per partecipare ai play-off, quindi da questa stagione le squadre partecipanti saranno sempre sei.

### Avvenimenti
Dopo una tornata caratterizzata da diversi avvicendamenti in testa alla classifica e da rimonte anche spettacolari, al termine del girone d'andata il Palermo con 39 punti è campione d'inverno, precedendo con due punti di vantaggio in classifica, il Frosinone secondo.
Dopo il cambio in panchina da Vincenzo Vivarini a Aurelio Andreazzoli, deciso a dicembre, è l'Empoli a dominare il campionato nel girone di ritorno, conquistando 51 punti in 21 giornate e inanellando una serie di 28 risultati utili consecutivi, che le permettono di agguantare la vetta della classifica. Il 28 aprile 2018 arriva la matematica promozione in Serie A della squadra toscana e la certezza del primo posto con quattro giornate d'anticipo sulla conclusione del torneo, conquistando così la Coppa Ali della Vittoria dopo il pareggio in casa per 1-1 contro il Novara.

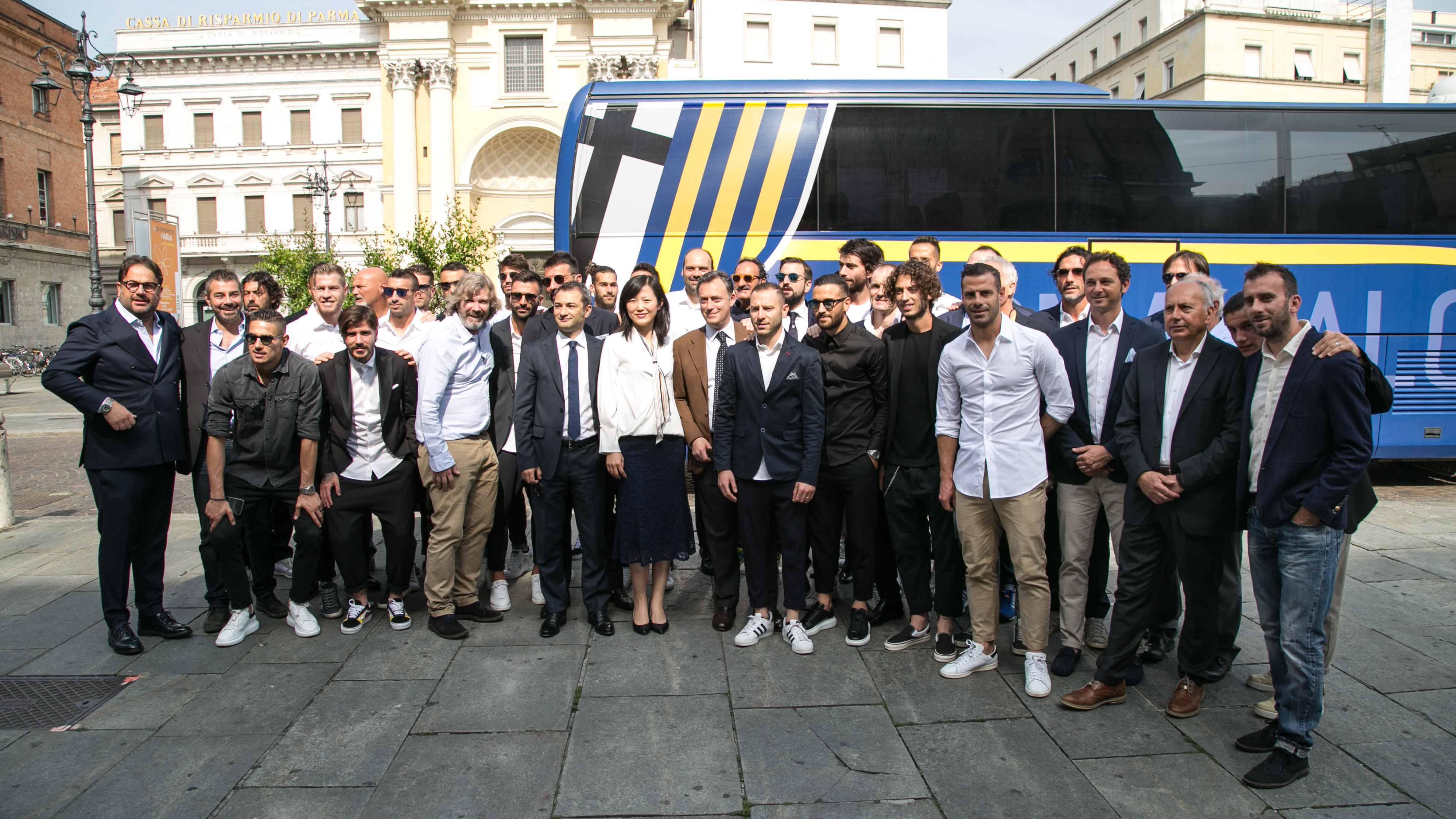
Il Parma secondo classificato, alla sua terza promozione consecutiva, risale nello spazio di un triennio dai dilettanti alla Serie A.

Il 12 maggio 2018, al termine della 41ª giornata, la Ternana e la Pro Vercelli sono le prime due retrocesse matematicamente in Serie C. Nell'ultimo turno è il Parma la seconda squadra a salire in Serie A, grazie ad un vittorioso 0-2 sul campo dello Spezia (la partita sarà poi soggetta ad inchiesta per presunti sms tra alcuni giocatori delle due squadre alla vigilia dell'incontro, con richiesta, da parte della procura, di 2 punti di penalizzazione ai ducali e 4 anni di squalifica al giocatore Calaió), mentre il Frosinone pareggia per 2-2 contro il Foggia qualificandosi così per i play-off dove sono qualificati anche Palermo, Venezia, Cittadella, Bari e Perugia. Per il Parma è la terza promozione consecutiva dalla Serie D alla Serie A, risultato senza precedenti nella storia del calcio professionistico italiano. In coda il Novara è la terza squadra retrocessa direttamente in Serie C mentre Ascoli e Virtus Entella disputano il play-out.

#### Play-off e play-out
Al termine della stagione regolare, il Bari viene penalizzato di due punti e superato in classifica dal Cittadella, che acquisisce quindi il diritto di disputare il turno preliminare dei play-off in casa. Il provvedimento fa slittare dal 26 maggio al 3 giugno la data di inizio dei play-off. Il 31 maggio arriva il verdetto dei play-out, dopo due pareggi per 0-0 sia all'andata che al ritorno è la Virtus Entella la quarta squadra a retrocedere in Serie C, sfavorita dal peggior piazzamento in classifica rispetto all'Ascoli. Nei play-off Cittadella e Venezia superano il turno preliminare, i granata pareggiano per 2-2 col Bari e si qualificano per il miglior piazzamento in classifica, mentre i lagunari battono per 3-0 il Perugia. In semifinale il Cittadella pareggia 1-1 sia all'andata che al ritorno col Frosinone, che si qualifica per il miglior piazzamento nella stagione regolare; il Venezia pareggia per 1-1 in casa col Palermo e viene eliminato con la sconfitta per 1-0 al Barbera. Nella finale d'andata il Palermo batte in casa il Frosinone per 2-1 ma nel ritorno dello stadio Stirpe è il Frosinone a centrare la promozione in Serie A ribaltando il risultato dell'andata vincendo 2-0; i ciociari tornano così nella massima serie dopo due stagioni d'assenza.

#### Eventi successivi
Al termine della stagione, il Cesena viene penalizzato di 15 punti per il caso delle plusvalenze fittizie, per poi essere espulso dai campionati della stagione successiva al pari del Bari e dell'Avellino. Tale situazione avrebbe ipso facto comportato l'apertura del ripescaggio di tre club, con priorità di classifica per Entella, Novara e Pro Vercelli, e speranze diffuse di altri club in caso di indegnità di queste ultime. Ma la Lega Serie B colse l’occasione per riproporre il taglio degli organici saltato quattro anni prima su ricorso proprio dei piemontesi ora ancora interessati. La FIGC, ancora commissariata dopo il disastro della mancata qualificazione ai Mondiali ad opera della Svezia, appoggiò l’iniziativa, ma per blindare legalmente la questione stavolta cambiò alla base le NOIF, introducendo all'articolo 50 la possibilità di variare il numero dei membri delle leghe qualora sia a rischio l'inizio dei campionati, e al 49 il nuovo organico cadetto a 19 squadre, procedendo così al blocco dei ripescaggi. Ma a questo punto le ricorrenti si giocarono la carta iniziale della situazione del Cesena, nel frattempo radiato. Inizialmente il Tribunale Nazionale Federale e la Corte d'Appello Federale avevano statuito che la penalizzazione dovesse essere scontata nella stagione 2018-2019, ma a seguito di una decisione del Collegio di Garanzia del CONI del 20 settembre 2018 (decisione n. 60-2018), la sanzione è stata applicata nella stagione 2017-2018. Conseguentemente, a seguito della riscrittura della classifica, il Cesena, che aveva terminato il campionato al 13º posto, con 50 punti, è stato retrocesso in ultima posizione, con 35 punti. Per l'effetto la Virtus Entella è passata dalla 19ª alla 18ª posizione, fatto che nel regolamento originale avrebbe consentito la riammissione. Ciononostante la FIGC, visto il campionato già iniziato, ha deciso di non riammettere l'Entella in Serie B, causa la propria delibera del 13 agosto che portava il format a 19 squadre e modificava l'art 49 delle NOIF, costringendo la squadra ligure a disputare il campionato di Serie C 2018-2019 nel timore che qualsiasi concessione avrebbe riaperto il turbinio dei ricorsi.

## Squadre partecipanti
| Club           | Stagione | Città           | Stadio                               | Stagione precedente                              |
| -------------- | -------- | --------------- | ------------------------------------ | ------------------------------------------------ |
| Ascoli         | dettagli | Ascoli Piceno   | Stadio Cino e Lillo Del Duca         | 16º posto in Serie B                             |
| Avellino       | dettagli | Avellino        | Stadio Partenio-Adriano Lombardi     | 14º posto in Serie B                             |
| Bari           | dettagli | Bari            | Stadio San Nicola                    | 12º posto in Serie B                             |
| Brescia        | dettagli | Brescia         | Stadio Mario Rigamonti               | 15º posto in Serie B                             |
| Carpi          | dettagli | Carpi (MO)      | Stadio Sandro Cabassi                | 7º posto in Serie B                              |
| Cesena         | dettagli | Cesena          | Orogel Stadium-Dino Manuzzi          | 13º posto in Serie B                             |
| Cittadella     | dettagli | Cittadella (PD) | Stadio Piercesare Tombolato          | 6º posto in Serie B                              |
| Cremonese      | dettagli | Cremona         | Stadio Giovanni Zini                 | 1º posto in Lega Pro/A, promosso                 |
| Empoli         | dettagli | Empoli (FI)     | Stadio Carlo Castellani              | 18º posto in Serie A, retrocesso                 |
| Foggia         | dettagli | Foggia          | Stadio Pino Zaccheria                | 1º posto in Lega Pro/C, promosso                 |
| Frosinone      | dettagli | Frosinone       | Stadio Benito Stirpe                 | 3º posto in Serie B                              |
| Novara         | dettagli | Novara          | Stadio Silvio Piola                  | 9º posto in Serie B                              |
| Palermo        | dettagli | Palermo         | Stadio Renzo Barbera                 | 19º posto in Serie A, retrocesso                 |
| Parma          | dettagli | Parma           | Stadio Ennio Tardini                 | 2º posto in Lega Pro/B, promosso dopo i play-off |
| Perugia        | dettagli | Perugia         | Stadio Renato Curi                   | 4º posto in Serie B                              |
| Pescara        | dettagli | Pescara         | Stadio Adriatico-Giovanni Cornacchia | 20º posto in Serie A, retrocesso                 |
| Pro Vercelli   | dettagli | Vercelli        | Stadio Silvio Piola                  | 17º posto in Serie B                             |
| Salernitana    | dettagli | Salerno         | Stadio Arechi                        | 10º posto in Serie B                             |
| Spezia         | dettagli | La Spezia       | Stadio Alberto Picco                 | 8º posto in Serie B                              |
| Ternana        | dettagli | Terni           | Stadio Libero Liberati               | 18º posto in Serie B                             |
| Venezia        | dettagli | Venezia         | Stadio Pier Luigi Penzo              | 1º posto in Lega Pro/B, promosso                 |
| Virtus Entella | dettagli | Chiavari (GE)   | Stadio Comunale                      | 11º posto in Serie B                             |

## Allenatori e primatisti
| Squadra        | Allenatore                                                                                                   | Calciatore più presente                                       | Cannoniere                             |
| -------------- | --- | ------------------------------------------------------------- | -------------------------------------- |
| Ascoli         | Fulvio Fiorin ed Enzo Maresca (1ª-15ª) Fulvio Fiorin (16ª-17ª) Serse Cosmi (18ª-42ª e play-out)              | Vasile Mogos (39)                                             | Gaetano Monachello (7)                 |
| Avellino       | Walter Novellino (1ª-33ª) Claudio Foscarini (34ª-42ª)                                                        | Francesco Di Tacchio, Lorenzo Laverone, Salvatore Molina (39) | Luigi Castaldo (13)                    |
| Bari           | Fabio Grosso                                                                                                 | Alessandro Micai (41)                                         | Cristian Galano (13)                   |
| Brescia        | Roberto Boscaglia (1ª-8ª) Pasquale Marino (9ª-21ª) Roberto Boscaglia (22ª-38ª) Ivo Pulga (39ª-42ª)           | Dimitri Bisoli, Stefano Minelli (41)                          | Andrea Caracciolo (13)                 |
| Carpi          | Antonio Calabro                                                                                              | Simone Colombi (40)                                           | Jerry Mbakogu (6)                      |
| Cesena         | Andrea Camplone (1ª-7ª) Fabrizio Castori (8ª-42ª)                                                            | Karim Laribi (39)                                             | Lamin Jallow (11)                      |
| Cittadella     | Roberto Venturato                                                                                            | Christian Kouamé (39)                                         | Christian Kouamé (10)                  |
| Cremonese      | Attilio Tesser (1ª-37ª) Andrea Mandorlini (38ª-42ª)                                                          | Samir Ujkani (38)                                             | Michele Cavion, Antonio Piccolo (6)    |
| Empoli         | Vincenzo Vivarini (1ª-19ª) Aurelio Andreazzoli (20ª-42ª)                                                     | Francesco Caputo, Miha Zajc (41)                              | Francesco Caputo (26)                  |
| Foggia         | Giovanni Stroppa                                                                                             | Michele Camporese (38)                                        | Fabio Mazzeo (19)                      |
| Frosinone      | Moreno Longo                                                                                                 | Camillo Ciano (42)                                            | Camillo Ciano (14)                     |
| Novara         | Eugenio Corini (1ª-24ª) Domenico Di Carlo (25ª-42ª)                                                          | Marco Moscati (39)                                            | George Pușcaș (9)                      |
| Palermo        | Bruno Tedino (1ª-38ª) Roberto Stellone (39ª-42ª e play-off)                                                  | Igor Coronado (38)                                            | Ilija Nestorovski (13)                 |
| Parma          | Roberto D'Aversa                                                                                             | Pierluigi Frattali (42)                                       | Emanuele Calaiò (13)                   |
| Perugia        | Federico Giunti (1ª-11ª) Roberto Breda (12ª-41ª) Alessandro Nesta (42ª e play-off)                           | Samuel Di Carmine (40)                                        | Samuel Di Carmine (22)                 |
| Pescara        | Zdeněk Zeman (1ª-29ª) Massimo Epifani (30ª-33ª) Giuseppe Pillon (34ª-42ª)                                    | Gastón Brugman (41)                                           | Stefano Pettinari (13)                 |
| Pro Vercelli   | Gianluca Grassadonia (1ª-19ª) Gianluca Atzori (20ª-22ª) Gianluca Grassadonia (23ª-40ª) Vito Grieco (41ª-42ª) | Carlo Mammarella (40)                                         | Luca Castiglia (9)                     |
| Salernitana    | Alberto Bollini (1ª-18ª) Stefano Colantuono (19ª-42ª)                                                        | Riccardo Bocalon (37)                                         | Riccardo Bocalon, Mattia Sprocati (10) |
| Spezia         | Fabio Gallo                                                                                                  | Filippo De Col (41)                                           | Guido Marilungo (8)                    |
| Ternana        | Sandro Pochesci (1ª-23ª) Ferruccio Mariani (24ª-26ª) Luigi De Canio (27ª-42ª)                                | Luca Tremolada (42)                                           | Adriano Montalto (20)                  |
| Venezia        | Filippo Inzaghi                                                                                              | Gianmarco Zigoni (40)                                         | Leo Štulac, Gianmarco Zigoni (6)       |
| Virtus Entella | Gianpaolo Castorina (1ª-13ª) Alfredo Aglietti (14ª-40ª) Gennaro Volpe (41ª-42ª e play-out)                   | Andrea La Mantia (40)                                         | Andrea La Mantia (12)                  |

## Classifica finale
|  | Pos. | Squadra        | Pt | G  | V  | N  | P  | GF | GS | DR  |
|  | ---- | -------------- | -- | -- | -- | -- | -- | -- | -- | --- |
|  | 1.   | Empoli         | 85 | 42 | 24 | 13 | 5  | 88 | 49 | +39 |
|  | 2.   | Parma          | 72 | 42 | 21 | 9  | 12 | 57 | 37 | +20 |
|  | 3.   | Frosinone      | 72 | 42 | 19 | 15 | 8  | 65 | 47 | +18 |
|  | 4.   | Palermo        | 71 | 42 | 18 | 17 | 7  | 59 | 39 | +20 |
|  | 5.   | Venezia        | 67 | 42 | 17 | 16 | 9  | 56 | 42 | +14 |
|  | 6.   | Cittadella     | 66 | 42 | 18 | 12 | 12 | 61 | 48 | +13 |
|  | 7.   | Bari (-2)      | 65 | 42 | 18 | 13 | 11 | 59 | 48 | +11 |
|  | 8.   | Perugia        | 60 | 42 | 16 | 12 | 14 | 67 | 58 | +9  |
|  | 9.   | Foggia         | 58 | 42 | 16 | 10 | 16 | 66 | 68 | −2  |
|  | 10.  | Spezia         | 53 | 42 | 13 | 14 | 15 | 46 | 45 | +1  |
|  | 11.  | Carpi          | 52 | 42 | 12 | 16 | 14 | 32 | 46 | −14 |
|  | 12.  | Salernitana    | 51 | 42 | 11 | 18 | 13 | 51 | 58 | −7  |
|  | 13.  | Cremonese      | 48 | 42 | 9  | 21 | 12 | 48 | 47 | +1  |
|  | 14.  | Avellino       | 48 | 42 | 11 | 15 | 16 | 49 | 60 | −11 |
|  | 15.  | Brescia        | 48 | 42 | 11 | 15 | 16 | 41 | 52 | −11 |
|  | 16.  | Pescara        | 48 | 42 | 11 | 15 | 16 | 50 | 64 | −14 |
|  | 17.  | Ascoli         | 46 | 42 | 11 | 13 | 18 | 40 | 60 | −20 |
|  | 18.  | Virtus Entella | 44 | 42 | 10 | 14 | 18 | 41 | 54 | −13 |
|  | 19.  | Novara         | 44 | 42 | 10 | 14 | 18 | 42 | 52 | −10 |
|  | 20.  | Pro Vercelli   | 40 | 42 | 9  | 13 | 20 | 47 | 70 | −23 |
|  | 21.  | Ternana        | 37 | 42 | 7  | 16 | 19 | 62 | 77 | −15 |
|  | 22.  | Cesena (-15)   | 35 | 42 | 11 | 17 | 14 | 55 | 61 | −6  |

- Per approfondire sui ripescaggi e le penalizzazioni che hanno modificato i verdetti, vedi la sezione "Aggiornamenti" nelle voci Serie B 2018-2019 e Serie C 2018-2019.

Legenda:
      Promosso in Serie A 2018-2019.
  Partecipa ai play-off o ai play-out.
      Retrocesso in Serie C 2018-2019.
Regolamento:
Tre punti a vittoria, uno a pareggio, zero a sconfitta.
In caso di arrivo di due o più squadre a pari punti, la graduatoria verrà stilata secondo la classifica avulsa tra le squadre interessate che prevede, in ordine, i seguenti criteri:
- Punti negli scontri diretti.
- Differenza reti negli scontri diretti.
- Differenza reti generale.
- Reti realizzate in generale.
- Sorteggio.

Note:
Il Bari ha scontato 2 punti di penalizzazione.
Il Cesena ha scontato 15 punti di penalizzazione.
Sebbene le retrocessioni fissate per regolamento in questa stagione fossero 4, la penalizzazione del Cesena (ormai fallito) a campionato successivo già iniziato non comportò l'ammissione della Virtus Entella alla stagione successiva della Serie B. Il TAR del Lazio infatti motivò la permanenza dell'Entella in Serie C con queste parole: "deve assegnarsi preminenza all'interesse alla prosecuzione e al regolare svolgimento del campionato in corso".
Il Bari, Avellino e Cesena sono stati esclusi per problemi finanziari.

### Squadra campione
| Formazione tipo (4-3-1-2) | Giocatori (presenze)                                                   |
| --- | ---------------------------------------------------------------------- |
| Provedel Di Lorenzo Maietta Luperto Pasqual Bennacer Castagnetti Krunić Zajc Donnarumma Caputo | Ivan Provedel (23)                                                     |
| Provedel Di Lorenzo Maietta Luperto Pasqual Bennacer Castagnetti Krunić Zajc Donnarumma Caputo | Giovanni Di Lorenzo (36)                                               |
| Provedel Di Lorenzo Maietta Luperto Pasqual Bennacer Castagnetti Krunić Zajc Donnarumma Caputo | Sebastiano Luperto (28)                                                |
| Provedel Di Lorenzo Maietta Luperto Pasqual Bennacer Castagnetti Krunić Zajc Donnarumma Caputo | Domenico Maietta (17)                                                  |
| Provedel Di Lorenzo Maietta Luperto Pasqual Bennacer Castagnetti Krunić Zajc Donnarumma Caputo | Manuel Pasqual (38)                                                    |
| Provedel Di Lorenzo Maietta Luperto Pasqual Bennacer Castagnetti Krunić Zajc Donnarumma Caputo | Ismaël Bennacer (39)                                                   |
| Provedel Di Lorenzo Maietta Luperto Pasqual Bennacer Castagnetti Krunić Zajc Donnarumma Caputo | Michele Castagnetti (40)                                               |
| Provedel Di Lorenzo Maietta Luperto Pasqual Bennacer Castagnetti Krunić Zajc Donnarumma Caputo | Rade Krunić (36)                                                       |
| Provedel Di Lorenzo Maietta Luperto Pasqual Bennacer Castagnetti Krunić Zajc Donnarumma Caputo | Miha Zajc (41)                                                         |
| Provedel Di Lorenzo Maietta Luperto Pasqual Bennacer Castagnetti Krunić Zajc Donnarumma Caputo | Alfredo Donnarumma (38)                                                |
| Provedel Di Lorenzo Maietta Luperto Pasqual Bennacer Castagnetti Krunić Zajc Donnarumma Caputo | Francesco Caputo (41)                                                  |
| Provedel Di Lorenzo Maietta Luperto Pasqual Bennacer Castagnetti Krunić Zajc Donnarumma Caputo | Allenatore: Vincenzo Vivarini (1ª-19ª) - Aurelio Andreazzoli (20ª-42ª) |
| Altri giocatori: Frédéric Veseli (30), Lorenzo Lollo (24), Nikola Ninković (20), Simone Romagnoli (20), Gabriel (16), Lorenco Šimić (15), Joel Untersee (15), Matteo Brighi (14), Alessandro Piu (13), Hamed Junior Traorè (10), Lorenzo Polvani (7), Moustapha Seck (6), Alejandro Rodríguez (5), Arnel Jakupovic (4), Alberto Picchi (3), Pietro Terracciano (3), Marco Imperiale (1), Davide Zappella (1) |                                                                        |

## Risultati

### Tabellone
Ogni riga indica i risultati casalinghi della squadra segnata a inizio della riga, contro le squadre segnate colonna per colonna (che invece avranno giocato l'incontro in trasferta). Al contrario, leggendo la colonna di una squadra si avranno i risultati ottenuti dalla stessa in trasferta, contro le squadre segnate in ogni riga, che invece avranno giocato l'incontro in casa.
|                | ASC  | AVE  | BAR  | BRE  | CAR  | CES  | CIT  | CRE  | EMP  | FOG  | FRO  | NOV  | PAL  | PAR  | PER  | PES  | PRV  | SAL  | SPE  | TER  | VEN  | VET  |
| -------------- | ---- | ---- | ---- | ---- | ---- | ---- | ---- | ---- | ---- | ---- | ---- | ---- | ---- | ---- | ---- | ---- | ---- | ---- | ---- | ---- | ---- | ---- |
| Ascoli         | –––– | 1-1  | 1-0  | 0-0  | 2-0  | 2-1  | 1-2  | 0-0  | 1-2  | 0-2  | 0-1  | 1-2  | 0-0  | 0-1  | 2-2  | 1-1  | 1-0  | 1-3  | 3-1  | 2-1  | 3-3  | 1-1  |
| Avellino       | 1-1  | –––– | 1-2  | 2-1  | 1-1  | 1-1  | 0-2  | 0-0  | 3-2  | 5-1  | 0-2  | 2-1  | 1-3  | 1-2  | 2-0  | 2-2  | 1-0  | 2-3  | 1-0  | 2-1  | 1-1  | 0-0  |
| Bari           | 3-0  | 2-1  | –––– | 3-0  | 2-0  | 3-0  | 4-2  | 1-0  | 0-4  | 1-0  | 1-0  | 1-1  | 0-3  | 0-0  | 3-1  | 1-0  | 2-2  | 1-1  | 1-1  | 3-0  | 0-2  | 1-0  |
| Brescia        | 0-1  | 2-3  | 2-1  | –––– | 1-1  | 0-0  | 1-1  | 1-1  | 0-2  | 2-2  | 1-2  | 0-1  | 0-0  | 2-1  | 2-1  | 2-1  | 0-0  | 2-0  | 1-1  | 3-1  | 1-2  | 0-0  |
| Carpi          | 4-2  | 0-0  | 0-0  | 1-1  | –––– | 2-1  | 1-1  | 1-1  | 0-0  | 1-3  | 1-1  | 1-0  | 1-3  | 2-1  | 1-2  | 0-1  | 2-0  | 1-0  | 2-1  | 2-1  | 0-0  | 0-0  |
| Cesena         | 0-2  | 3-1  | 1-1  | 1-0  | 0-0  | –––– | 0-1  | 1-0  | 2-3  | 3-3  | 1-0  | 2-2  | 1-1  | 2-1  | 1-1  | 4-2  | 2-2  | 3-3  | 1-0  | 4-3  | 0-0  | 3-0  |
| Cittadella     | 3-2  | 2-2  | 0-0  | 2-2  | 0-1  | 4-0  | –––– | 1-2  | 1-1  | 3-1  | 1-2  | 1-3  | 0-0  | 1-2  | 1-1  | 2-0  | 2-0  | 2-1  | 1-2  | 1-1  | 2-1  | 0-1  |
| Cremonese      | 1-2  | 3-1  | 0-1  | 2-0  | 1-1  | 1-0  | 1-1  | –––– | 1-1  | 0-4  | 2-2  | 1-1  | 1-2  | 1-0  | 3-3  | 0-0  | 2-3  | 1-1  | 1-0  | 3-3  | 5-1  | 0-1  |
| Empoli         | 3-0  | 1-1  | 3-2  | 1-1  | 1-0  | 5-3  | 0-1  | 1-1  | –––– | 3-1  | 3-3  | 1-1  | 4-0  | 4-0  | 2-1  | 3-1  | 3-2  | 2-0  | 1-1  | 2-1  | 3-2  | 2-1  |
| Foggia         | 3-0  | 2-1  | 1-1  | 1-2  | 3-0  | 2-1  | 1-3  | 2-3  | 0-3  | –––– | 1-2  | 2-2  | 1-1  | 0-3  | 2-1  | 0-1  | 2-1  | 1-0  | 2-1  | 1-1  | 2-2  | 1-1  |
| Frosinone      | 2-0  | 1-1  | 3-2  | 2-0  | 1-0  | 3-3  | 2-1  | 0-0  | 2-4  | 2-2  | –––– | 1-0  | 0-0  | 2-1  | 1-3  | 3-0  | 4-0  | 0-0  | 1-1  | 4-2  | 2-1  | 4-3  |
| Novara         | 1-2  | 1-2  | 1-2  | 2-1  | 1-0  | 1-0  | 1-0  | 1-1  | 1-1  | 0-1  | 2-1  | –––– | 2-2  | 0-1  | 1-1  | 1-1  | 0-1  | 2-3  | 1-1  | 0-3  | 1-3  | 0-1  |
| Palermo        | 4-1  | 3-0  | 1-1  | 2-0  | 4-0  | 0-0  | 0-3  | 1-1  | 3-3  | 1-2  | 1-0  | 0-2  | –––– | 1-1  | 1-0  | 1-1  | 2-1  | 3-0  | 2-0  | 1-0  | 0-0  | 2-0  |
| Parma          | 4-0  | 2-0  | 1-0  | 0-1  | 2-1  | 0-0  | 0-0  | 1-0  | 1-2  | 3-1  | 2-0  | 3-0  | 3-2  | –––– | 1-1  | 0-1  | 3-0  | 2-2  | 0-0  | 2-0  | 1-1  | 3-1  |
| Perugia        | 1-0  | 1-1  | 1-3  | 2-0  | 5-0  | 0-3  | 1-3  | 1-0  | 2-4  | 2-0  | 1-0  | 1-1  | 1-0  | 3-0  | –––– | 4-2  | 1-5  | 1-1  | 3-0  | 2-3  | 1-1  | 2-0  |
| Pescara        | 0-1  | 2-1  | 2-2  | 0-3  | 0-1  | 0-0  | 1-2  | 0-0  | 0-1  | 5-1  | 3-3  | 1-0  | 2-2  | 1-4  | 0-2  | –––– | 3-1  | 1-0  | 3-2  | 3-3  | 1-0  | 2-2  |
| Pro Vercelli   | 2-0  | 0-0  | 2-2  | 0-0  | 0-0  | 5-2  | 1-2  | 1-4  | 2-1  | 1-4  | 0-2  | 0-0  | 0-0  | 1-0  | 0-2  | 3-1  | –––– | 1-1  | 0-2  | 2-1  | 0-2  | 1-1  |
| Salernitana    | 0-0  | 2-0  | 2-2  | 4-2  | 1-2  | 1-1  | 1-3  | 1-1  | 2-1  | 0-3  | 1-1  | 1-0  | 0-2  | 0-1  | 1-1  | 2-2  | 0-0  | –––– | 2-0  | 3-3  | 3-2  | 1-0  |
| Spezia         | 1-1  | 1-0  | 1-0  | 0-1  | 0-1  | 1-2  | 0-0  | 1-0  | 1-1  | 1-0  | 1-1  | 1-0  | 0-0  | 0-2  | 4-2  | 4-0  | 5-1  | 3-0  | –––– | 1-1  | 1-1  | 2-1  |
| Ternana        | 1-1  | 1-2  | 1-2  | 1-1  | 0-0  | 1-0  | 5-1  | 2-1  | 1-1  | 2-2  | 0-0  | 1-1  | 2-3  | 1-1  | 1-1  | 0-3  | 4-3  | 2-2  | 4-2  | –––– | 2-3  | 0-1  |
| Venezia        | 1-0  | 3-1  | 3-1  | 1-2  | 2-0  | 1-0  | 2-1  | 1-1  | 1-0  | 2-1  | 1-1  | 1-3  | 3-0  | 0-1  | 1-0  | 0-0  | 1-1  | 0-0  | 0-0  | 2-0  | –––– | 2-0  |
| Virtus Entella | 1-1  | 1-1  | 3-1  | 3-0  | 0-0  | 2-2  | 0-1  | 1-1  | 2-3  | 1-2  | 0-1  | 2-1  | 1-2  | 2-0  | 1-5  | 0-0  | 3-2  | 0-2  | 0-1  | 3-1  | 0-0  | –––– |

### Calendario
Il calendario è stato sorteggiato il 3 agosto 2017 al Castello Svevo di Bari.
| andata (1ª) | andata (1ª) | 1ª giornata            | ritorno (22ª) | ritorno (22ª) |
|             |             |                        |               |               |
| 26 ago.     | 2-1         | Avellino-Brescia       | 3-2           | 21 gen.       |
| 28 ago.     | 3-0         | Bari-Cesena            | 1-1           | 20 gen.       |
| 26 ago.     | 1-0         | Carpi-Novara           | 0-1           | 20 gen.       |
| 26 ago.     | 3-2         | Cittadella-Ascoli      | 2-1           | 20 gen.       |
| 26 ago.     | 2-0         | Palermo-Spezia         | 0-0           | 20 gen.       |
| 25 ago.     | 1-0         | Parma-Cremonese        | 0-1           | 20 gen.       |
| 27 ago.     | 5-1         | Pescara-Foggia         | 1-0           | 20 gen.       |
| 26 ago.     | 0-2         | Pro Vercelli-Frosinone | 0-4           | 20 gen.       |
| 26 ago.     | 1-1         | Ternana-Empoli         | 1-2           | 20 gen.       |
| 26 ago.     | 1-5         | Virtus Entella-Perugia | 0-2           | 20 gen.       |
| 26 ago.     | 0-0         | Venezia-Salernitana    | 2-3           | 20 gen.       |

| andata (2ª) | andata (2ª) | 2ª giornata           | ritorno (23ª) | ritorno (23ª) |
|             |             |                       |               |               |
| 3 set.      | 1-0         | Ascoli-Pro Vercelli   | 0-2           | 27 gen.       |
| 2 set.      | 0-0         | Brescia-Palermo       | 0-2           | 27 gen.       |
| 3 set.      | 0-0         | Cesena-Venezia        | 0-1           | 27 gen.       |
| 3 set.      | 3-1         | Cremonese-Avellino    | 0-0           | 27 gen.       |
| 3 set.      | 3-2         | Empoli-Bari           | 4-0           | 27 gen.       |
| 3 set.      | 1-1         | Foggia-Virtus Entella | 2-1           | 27 gen.       |
| 3 set.      | 2-1         | Frosinone-Cittadella  | 2-1           | 28 gen.       |
| 3 set.      | 0-1         | Novara-Parma          | 0-3           | 27 gen.       |
| 3 set.      | 4-2         | Perugia-Pescara       | 2-0           | 26 gen.       |
| 4 set.      | 3-3         | Salernitana-Ternana   | 2-2           | 29 gen.       |
| 3 set.      | 0-1         | Spezia-Carpi          | 1-2           | 27 gen.       |

| andata (1ª) | andata (1ª) | 1ª giornata            | ritorno (22ª) | ritorno (22ª) |
|             |             |                        |               |               |
| 26 ago.     | 2-1         | Avellino-Brescia       | 3-2           | 21 gen.       |
| 28 ago.     | 3-0         | Bari-Cesena            | 1-1           | 20 gen.       |
| 26 ago.     | 1-0         | Carpi-Novara           | 0-1           | 20 gen.       |
| 26 ago.     | 3-2         | Cittadella-Ascoli      | 2-1           | 20 gen.       |
| 26 ago.     | 2-0         | Palermo-Spezia         | 0-0           | 20 gen.       |
| 25 ago.     | 1-0         | Parma-Cremonese        | 0-1           | 20 gen.       |
| 27 ago.     | 5-1         | Pescara-Foggia         | 1-0           | 20 gen.       |
| 26 ago.     | 0-2         | Pro Vercelli-Frosinone | 0-4           | 20 gen.       |
| 26 ago.     | 1-1         | Ternana-Empoli         | 1-2           | 20 gen.       |
| 26 ago.     | 1-5         | Virtus Entella-Perugia | 0-2           | 20 gen.       |
| 26 ago.     | 0-0         | Venezia-Salernitana    | 2-3           | 20 gen.       |

| andata (2ª) | andata (2ª) | 2ª giornata           | ritorno (23ª) | ritorno (23ª) |
|             |             |                       |               |               |
| 3 set.      | 1-0         | Ascoli-Pro Vercelli   | 0-2           | 27 gen.       |
| 2 set.      | 0-0         | Brescia-Palermo       | 0-2           | 27 gen.       |
| 3 set.      | 0-0         | Cesena-Venezia        | 0-1           | 27 gen.       |
| 3 set.      | 3-1         | Cremonese-Avellino    | 0-0           | 27 gen.       |
| 3 set.      | 3-2         | Empoli-Bari           | 4-0           | 27 gen.       |
| 3 set.      | 1-1         | Foggia-Virtus Entella | 2-1           | 27 gen.       |
| 3 set.      | 2-1         | Frosinone-Cittadella  | 2-1           | 28 gen.       |
| 3 set.      | 0-1         | Novara-Parma          | 0-3           | 27 gen.       |
| 3 set.      | 4-2         | Perugia-Pescara       | 2-0           | 26 gen.       |
| 4 set.      | 3-3         | Salernitana-Ternana   | 2-2           | 29 gen.       |
| 3 set.      | 0-1         | Spezia-Carpi          | 1-2           | 27 gen.       |

| andata (3ª) | andata (3ª) | 3ª giornata            | ritorno (24ª) | ritorno (24ª) |
|             |             |                        |               |               |
| 9 set.      | 1-2         | Ascoli-Novara          | 2-1           | 3 feb.        |
| 9 set.      | 5-1         | Avellino-Foggia        | 1-2           | 3 feb.        |
| 9 set.      | 0-2         | Bari-Venezia           | 1-3           | 3 feb.        |
| 9 set.      | 1-0         | Carpi-Salernitana      | 2-1           | 3 feb.        |
| 11 set.     | 1-1         | Cittadella-Perugia     | 3-1           | 3 feb.        |
| 9 set.      | 3-3         | Palermo-Empoli         | 0-4           | 2 feb.        |
| 10 set.     | 0-1         | Parma-Brescia          | 1-2           | 3 feb.        |
| 8 set.      | 3-3         | Pescara-Frosinone      | 0-3           | 3 feb.        |
| 9 set.      | 1-4         | Pro Vercelli-Cremonese | 3-2           | 3 feb.        |
| 9 set.      | 2-1         | Spezia-Virtus Entella  | 1-0           | 5 feb.        |
| 9 set.      | 1-0         | Ternana-Cesena         | 3-4           | 4 feb.        |

| andata (4ª) | andata (4ª) | 4ª giornata            | ritorno (25ª) | ritorno (25ª) |
|             |             |                        |               |               |
| 16 set.     | 0-0         | Brescia-Pro Vercelli   | 0-0           | 10 feb.       |
| 15 set.     | 3-1         | Cesena-Avellino        | 1-1           | 10 feb.       |
| 16 set.     | 1-1         | Cremonese-Carpi        | 1-1           | 10 feb.       |
| 16 set.     | 3-0         | Empoli-Ascoli          | 2-1           | 10 feb.       |
| 16 set.     | 1-1         | Foggia-Palermo         | 2-1           | 12 feb.       |
| 16 set.     | 3-2         | Frosinone-Bari         | 0-1           | 10 feb.       |
| 16 set.     | 1-0         | Novara-Cittadella      | 3-1           | 11 feb.       |
| 16 set.     | 3-0         | Perugia-Parma          | 1-1           | 11 feb.       |
| 16 set.     | 2-2         | Salernitana-Pescara    | 0-1           | 10 feb.       |
| 16 set.     | 3-1         | Virtus Entella-Ternana | 1-0           | 10 feb.       |
| 15 set.     | 0-0         | Venezia-Spezia         | 1-1           | 10 feb.       |

| andata (3ª) | andata (3ª) | 3ª giornata            | ritorno (24ª) | ritorno (24ª) |
|             |             |                        |               |               |
| 9 set.      | 1-2         | Ascoli-Novara          | 2-1           | 3 feb.        |
| 9 set.      | 5-1         | Avellino-Foggia        | 1-2           | 3 feb.        |
| 9 set.      | 0-2         | Bari-Venezia           | 1-3           | 3 feb.        |
| 9 set.      | 1-0         | Carpi-Salernitana      | 2-1           | 3 feb.        |
| 11 set.     | 1-1         | Cittadella-Perugia     | 3-1           | 3 feb.        |
| 9 set.      | 3-3         | Palermo-Empoli         | 0-4           | 2 feb.        |
| 10 set.     | 0-1         | Parma-Brescia          | 1-2           | 3 feb.        |
| 8 set.      | 3-3         | Pescara-Frosinone      | 0-3           | 3 feb.        |
| 9 set.      | 1-4         | Pro Vercelli-Cremonese | 3-2           | 3 feb.        |
| 9 set.      | 2-1         | Spezia-Virtus Entella  | 1-0           | 5 feb.        |
| 9 set.      | 1-0         | Ternana-Cesena         | 3-4           | 4 feb.        |

| andata (4ª) | andata (4ª) | 4ª giornata            | ritorno (25ª) | ritorno (25ª) |
|             |             |                        |               |               |
| 16 set.     | 0-0         | Brescia-Pro Vercelli   | 0-0           | 10 feb.       |
| 15 set.     | 3-1         | Cesena-Avellino        | 1-1           | 10 feb.       |
| 16 set.     | 1-1         | Cremonese-Carpi        | 1-1           | 10 feb.       |
| 16 set.     | 3-0         | Empoli-Ascoli          | 2-1           | 10 feb.       |
| 16 set.     | 1-1         | Foggia-Palermo         | 2-1           | 12 feb.       |
| 16 set.     | 3-2         | Frosinone-Bari         | 0-1           | 10 feb.       |
| 16 set.     | 1-0         | Novara-Cittadella      | 3-1           | 11 feb.       |
| 16 set.     | 3-0         | Perugia-Parma          | 1-1           | 11 feb.       |
| 16 set.     | 2-2         | Salernitana-Pescara    | 0-1           | 10 feb.       |
| 16 set.     | 3-1         | Virtus Entella-Ternana | 1-0           | 10 feb.       |
| 15 set.     | 0-0         | Venezia-Spezia         | 1-1           | 10 feb.       |

| andata (5ª) | andata (5ª) | 5ª giornata              | ritorno (26ª) | ritorno (26ª) |
|             |             |                          |               |               |
| 19 set.     | 0-1         | Ascoli-Frosinone         | 0-2           | 18 feb.       |
| 18 set.     | 1-1         | Avellino-Venezia         | 1-3           | 17 feb.       |
| 19 set.     | 1-0         | Bari-Cremonese           | 1-0           | 16 feb.       |
| 19 set.     | 1-3         | Carpi-Foggia             | 0-3           | 17 feb.       |
| 19 set.     | 4-0         | Cittadella-Cesena        | 1-0           | 17 feb.       |
| 19 set.     | 1-0         | Palermo-Perugia          | 0-1           | 17 feb.       |
| 19 set.     | 1-2         | Parma-Empoli             | 0-4           | 17 feb.       |
| 19 set.     | 2-2         | Pescara-Virtus Entella   | 0-0           | 17 feb.       |
| 19 set.     | 1-1         | Pro Vercelli-Salernitana | 0-0           | 17 feb.       |
| 19 set.     | 1-0         | Spezia-Novara            | 1-1           | 17 feb.       |
| 3 ott.      | 1-1         | Ternana-Brescia          | 1-3           | 18 feb.       |

| andata (6ª) | andata (6ª) | 6ª giornata          | ritorno (27ª) | ritorno (27ª) |
|             |             |                      |               |               |
| 23 set.     | 3-0         | Bari-Ternana         | 2-1           | 24 feb.       |
| 23 set.     | 2-2         | Brescia-Foggia       | 2-1           | 24 feb.       |
| 24 set.     | 0-2         | Cesena-Ascoli        | 1-2           | 24 feb.       |
| 23 set.     | 0-0         | Cremonese-Pescara    | 0-0           | 24 feb.       |
| 23 set.     | 0-1         | Empoli-Cittadella    | 1-1           | 24 feb.       |
| 23 set.     | 1-2         | Novara-Avellino      | 1-2           | 24 feb.       |
| 25 set.     | 2-1         | Palermo-Pro Vercelli | 0-0           | 24 feb.       |
| 23 set.     | 1-0         | Perugia-Frosinone    | 3-1           | 24 feb.       |
| 23 set.     | 2-0         | Salernitana-Spezia   | 0-3           | 23 feb.       |
| 23 set.     | 0-0         | Virtus Entella-Carpi | 0-0           | 24 feb.       |
| 23 set.     | 0-1         | Venezia-Parma        | 1-1           | 23 feb.       |

| andata (5ª) | andata (5ª) | 5ª giornata              | ritorno (26ª) | ritorno (26ª) |
|             |             |                          |               |               |
| 19 set.     | 0-1         | Ascoli-Frosinone         | 0-2           | 18 feb.       |
| 18 set.     | 1-1         | Avellino-Venezia         | 1-3           | 17 feb.       |
| 19 set.     | 1-0         | Bari-Cremonese           | 1-0           | 16 feb.       |
| 19 set.     | 1-3         | Carpi-Foggia             | 0-3           | 17 feb.       |
| 19 set.     | 4-0         | Cittadella-Cesena        | 1-0           | 17 feb.       |
| 19 set.     | 1-0         | Palermo-Perugia          | 0-1           | 17 feb.       |
| 19 set.     | 1-2         | Parma-Empoli             | 0-4           | 17 feb.       |
| 19 set.     | 2-2         | Pescara-Virtus Entella   | 0-0           | 17 feb.       |
| 19 set.     | 1-1         | Pro Vercelli-Salernitana | 0-0           | 17 feb.       |
| 19 set.     | 1-0         | Spezia-Novara            | 1-1           | 17 feb.       |
| 3 ott.      | 1-1         | Ternana-Brescia          | 1-3           | 18 feb.       |

| andata (6ª) | andata (6ª) | 6ª giornata          | ritorno (27ª) | ritorno (27ª) |
|             |             |                      |               |               |
| 23 set.     | 3-0         | Bari-Ternana         | 2-1           | 24 feb.       |
| 23 set.     | 2-2         | Brescia-Foggia       | 2-1           | 24 feb.       |
| 24 set.     | 0-2         | Cesena-Ascoli        | 1-2           | 24 feb.       |
| 23 set.     | 0-0         | Cremonese-Pescara    | 0-0           | 24 feb.       |
| 23 set.     | 0-1         | Empoli-Cittadella    | 1-1           | 24 feb.       |
| 23 set.     | 1-2         | Novara-Avellino      | 1-2           | 24 feb.       |
| 25 set.     | 2-1         | Palermo-Pro Vercelli | 0-0           | 24 feb.       |
| 23 set.     | 1-0         | Perugia-Frosinone    | 3-1           | 24 feb.       |
| 23 set.     | 2-0         | Salernitana-Spezia   | 0-3           | 23 feb.       |
| 23 set.     | 0-0         | Virtus Entella-Carpi | 0-0           | 24 feb.       |
| 23 set.     | 0-1         | Venezia-Parma        | 1-1           | 23 feb.       |

| andata (7ª) | andata (7ª) | 7ª giornata               | ritorno (28ª) | ritorno (28ª) |
|             |             |                           |               |               |
| 30 set.     | 0-0         | Ascoli-Palermo            | 1-4           | 27 feb.       |
| 30 set.     | 3-2         | Avellino-Empoli           | 1-1           | 27 feb.       |
| 30 set.     | 2-1         | Brescia-Perugia           | 0-2           | 6 mar.        |
| 30 set.     | 0-1         | Carpi-Pescara             | 1-0           | 13 mar.       |
| 30 set.     | 0-1         | Cittadella-Virtus Entella | 1-0           | 27 feb.       |
| 1° ott.     | 2-2         | Foggia-Novara             | 1-0           | 27 feb.       |
| 2 ott.      | 0-0         | Frosinone-Cremonese       | 2-2           | 27 feb.       |
| 29 set.     | 2-2         | Parma-Salernitana         | 1-0           | 26 feb.       |
| 30 set.     | 5-2         | Pro Vercelli-Cesena       | 2-2           | 6 mar.        |
| 30 set.     | 1-0         | Spezia-Bari               | 1-1           | 13 mar.       |
| 30 set.     | 2-3         | Ternana-Venezia           | 0-2           | 27 feb.       |

| andata (8ª) | andata (8ª) | 8ª giornata            | ritorno (29ª) | ritorno (29ª) |
|             |             |                        |               |               |
| 8 ott.      | 2-1         | Bari-Avellino          | 2-1           | 2 apr.        |
| 7 ott.      | 1-0         | Cesena-Spezia          | 2-1           | 3 mar.        |
| 8 ott.      | 3-3         | Cremonese-Ternana      | 1-2           | 3 mar.        |
| 8 ott.      | 3-1         | Empoli-Foggia          | 3-0           | 2 apr.        |
| 8 ott.      | 2-1         | Novara-Frosinone       | 0-1           | 3 mar.        |
| 8 ott.      | 1-1         | Palermo-Parma          | 2-3           | 2 apr.        |
| 8 ott.      | 1-5         | Perugia-Pro Vercelli   | 2-0           | 3 apr.        |
| 8 ott.      | 1-2         | Pescara-Cittadella     | 0-2           | 3 mar.        |
| 7 ott.      | 0-0         | Salernitana-Ascoli     | 3-1           | 3 mar.        |
| 8 ott.      | 3-0         | Virtus Entella-Brescia | 0-0           | 3 apr.        |
| 8 ott.      | 2-0         | Venezia-Carpi          | 0-0           | 2 apr.        |

| andata (7ª) | andata (7ª) | 7ª giornata               | ritorno (28ª) | ritorno (28ª) |
|             |             |                           |               |               |
| 30 set.     | 0-0         | Ascoli-Palermo            | 1-4           | 27 feb.       |
| 30 set.     | 3-2         | Avellino-Empoli           | 1-1           | 27 feb.       |
| 30 set.     | 2-1         | Brescia-Perugia           | 0-2           | 6 mar.        |
| 30 set.     | 0-1         | Carpi-Pescara             | 1-0           | 13 mar.       |
| 30 set.     | 0-1         | Cittadella-Virtus Entella | 1-0           | 27 feb.       |
| 1° ott.     | 2-2         | Foggia-Novara             | 1-0           | 27 feb.       |
| 2 ott.      | 0-0         | Frosinone-Cremonese       | 2-2           | 27 feb.       |
| 29 set.     | 2-2         | Parma-Salernitana         | 1-0           | 26 feb.       |
| 30 set.     | 5-2         | Pro Vercelli-Cesena       | 2-2           | 6 mar.        |
| 30 set.     | 1-0         | Spezia-Bari               | 1-1           | 13 mar.       |
| 30 set.     | 2-3         | Ternana-Venezia           | 0-2           | 27 feb.       |

| andata (8ª) | andata (8ª) | 8ª giornata            | ritorno (29ª) | ritorno (29ª) |
|             |             |                        |               |               |
| 8 ott.      | 2-1         | Bari-Avellino          | 2-1           | 2 apr.        |
| 7 ott.      | 1-0         | Cesena-Spezia          | 2-1           | 3 mar.        |
| 8 ott.      | 3-3         | Cremonese-Ternana      | 1-2           | 3 mar.        |
| 8 ott.      | 3-1         | Empoli-Foggia          | 3-0           | 2 apr.        |
| 8 ott.      | 2-1         | Novara-Frosinone       | 0-1           | 3 mar.        |
| 8 ott.      | 1-1         | Palermo-Parma          | 2-3           | 2 apr.        |
| 8 ott.      | 1-5         | Perugia-Pro Vercelli   | 2-0           | 3 apr.        |
| 8 ott.      | 1-2         | Pescara-Cittadella     | 0-2           | 3 mar.        |
| 7 ott.      | 0-0         | Salernitana-Ascoli     | 3-1           | 3 mar.        |
| 8 ott.      | 3-0         | Virtus Entella-Brescia | 0-0           | 3 apr.        |
| 8 ott.      | 2-0         | Venezia-Carpi          | 0-0           | 2 apr.        |

| andata (9ª) | andata (9ª) | 9ª giornata           | ritorno (30ª) | ritorno (30ª) |
|             |             |                       |               |               |
| 14 ott.     | 3-3         | Ascoli-Venezia        | 0-1           | 10 mar.       |
| 15 ott.     | 2-3         | Avellino-Salernitana  | 0-2           | 11 mar.       |
| 14 ott.     | 0-1         | Brescia-Novara        | 1-2           | 12 mar.       |
| 14 ott.     | 2-1         | Carpi-Cesena          | 0-0           | 10 mar.       |
| 14 ott.     | 1-2         | Cittadella-Cremonese  | 1-1           | 10 mar.       |
| 13 ott.     | 2-1         | Foggia-Perugia        | 0-2           | 10 mar.       |
| 14 ott.     | 0-0         | Frosinone-Palermo     | 0-1           | 10 mar.       |
| 14 ott.     | 0-1         | Parma-Pescara         | 4-1           | 10 mar.       |
| 14 ott.     | 2-2         | Pro Vercelli-Bari     | 2-2           | 10 mar.       |
| 14 ott.     | 4-2         | Ternana-Spezia        | 1-1           | 10 mar.       |
| 16 ott.     | 2-3         | Virtus Entella-Empoli | 1-2           | 11 mar.       |

| andata (10ª) | andata (10ª) | 10ª giornata          | ritorno (31ª) | ritorno (31ª) |
|              |              |                       |               |               |
| 20 ott.      | 4-2          | Bari-Cittadella       | 0-0           | 17 mar.       |
| 21 ott.      | 3-3          | Cesena-Foggia         | 1-2           | 16 mar.       |
| 20 ott.      | 2-0          | Cremonese-Brescia     | 1-1           | 17 mar.       |
| 21 ott.      | 0-2          | Palermo-Novara        | 2-2           | 17 mar.       |
| 21 ott.      | 3-1          | Parma-Virtus Entella  | 0-2           | 17 mar.       |
| 21 ott.      | 2-1          | Pescara-Avellino      | 2-2           | 18 mar.       |
| 21 ott.      | 0-0          | Pro Vercelli-Carpi    | 0-2           | 19 mar.       |
| 21 ott.      | 1-1          | Salernitana-Frosinone | 0-0           | 17 mar.       |
| 21 ott.      | 4-2          | Spezia-Perugia        | 0-3           | 17 mar.       |
| 21 ott.      | 1-1          | Ternana-Ascoli        | 1-2           | 17 mar.       |
| 21 ott.      | 1-0          | Venezia-Empoli        | 2-3           | 17 mar.       |

| andata (9ª) | andata (9ª) | 9ª giornata           | ritorno (30ª) | ritorno (30ª) |
|             |             |                       |               |               |
| 14 ott.     | 3-3         | Ascoli-Venezia        | 0-1           | 10 mar.       |
| 15 ott.     | 2-3         | Avellino-Salernitana  | 0-2           | 11 mar.       |
| 14 ott.     | 0-1         | Brescia-Novara        | 1-2           | 12 mar.       |
| 14 ott.     | 2-1         | Carpi-Cesena          | 0-0           | 10 mar.       |
| 14 ott.     | 1-2         | Cittadella-Cremonese  | 1-1           | 10 mar.       |
| 13 ott.     | 2-1         | Foggia-Perugia        | 0-2           | 10 mar.       |
| 14 ott.     | 0-0         | Frosinone-Palermo     | 0-1           | 10 mar.       |
| 14 ott.     | 0-1         | Parma-Pescara         | 4-1           | 10 mar.       |
| 14 ott.     | 2-2         | Pro Vercelli-Bari     | 2-2           | 10 mar.       |
| 14 ott.     | 4-2         | Ternana-Spezia        | 1-1           | 10 mar.       |
| 16 ott.     | 2-3         | Virtus Entella-Empoli | 1-2           | 11 mar.       |

| andata (10ª) | andata (10ª) | 10ª giornata          | ritorno (31ª) | ritorno (31ª) |
|              |              |                       |               |               |
| 20 ott.      | 4-2          | Bari-Cittadella       | 0-0           | 17 mar.       |
| 21 ott.      | 3-3          | Cesena-Foggia         | 1-2           | 16 mar.       |
| 20 ott.      | 2-0          | Cremonese-Brescia     | 1-1           | 17 mar.       |
| 21 ott.      | 0-2          | Palermo-Novara        | 2-2           | 17 mar.       |
| 21 ott.      | 3-1          | Parma-Virtus Entella  | 0-2           | 17 mar.       |
| 21 ott.      | 2-1          | Pescara-Avellino      | 2-2           | 18 mar.       |
| 21 ott.      | 0-0          | Pro Vercelli-Carpi    | 0-2           | 19 mar.       |
| 21 ott.      | 1-1          | Salernitana-Frosinone | 0-0           | 17 mar.       |
| 21 ott.      | 4-2          | Spezia-Perugia        | 0-3           | 17 mar.       |
| 21 ott.      | 1-1          | Ternana-Ascoli        | 1-2           | 17 mar.       |
| 21 ott.      | 1-0          | Venezia-Empoli        | 2-3           | 17 mar.       |

| andata (11ª) | andata (11ª) | 11ª giornata             | ritorno (32ª) | ritorno (32ª) |
|              |              |                          |               |               |
| 24 ott.      | 3-1          | Ascoli-Spezia            | 1-1           | 24 mar.       |
| 24 ott.      | 1-0          | Avellino-Pro Vercelli    | 0-0           | 25 mar.       |
| 23 ott.      | 2-1          | Brescia-Bari             | 0-3           | 24 mar.       |
| 24 ott.      | 1-3          | Carpi-Palermo            | 0-4           | 25 mar.       |
| 24 ott.      | 2-1          | Cittadella-Venezia       | 1-2           | 25 mar.       |
| 24 ott.      | 3-1          | Empoli-Pescara           | 1-0           | 25 mar.       |
| 24 ott.      | 0-3          | Foggia-Parma             | 1-3           | 25 mar.       |
| 24 ott.      | 4-2          | Frosinone-Ternana        | 0-0           | 25 mar.       |
| 24 ott.      | 2-3          | Novara-Salernitana       | 0-1           | 25 mar.       |
| 24 ott.      | 0-3          | Perugia-Cesena           | 1-1           | 25 mar.       |
| 24 ott.      | 1-1          | Virtus Entella-Cremonese | 1-0           | 25 mar.       |

| andata (12ª) | andata (12ª) | 12ª giornata           | ritorno (33ª) | ritorno (33ª) |
|              |              |                        |               |               |
| 28 ott.      | 3-0          | Bari-Ascoli            | 0-1           | 28 mar.       |
| 28 ott.      | 2-2          | Cesena-Novara          | 0-1           | 30 mar.       |
| 28 ott.      | 3-3          | Cremonese-Perugia      | 0-1           | 30 mar.       |
| 28 ott.      | 2-0          | Palermo-Virtus Entella | 2-1           | 29 mar.       |
| 29 ott.      | 2-0          | Parma-Avellino         | 2-1           | 29 mar.       |
| 28 ott.      | 0-3          | Pescara-Brescia        | 1-2           | 29 mar.       |
| 29 ott.      | 1-4          | Pro Vercelli-Foggia    | 1-2           | 29 mar.       |
| 28 ott.      | 2-1          | Salernitana-Empoli     | 0-2           | 29 mar.       |
| 28 ott.      | 0-0          | Spezia-Cittadella      | 2-1           | 29 mar.       |
| 30 ott.      | 0-0          | Ternana-Carpi          | 1-2           | 29 mar.       |
| 28 ott.      | 1-1          | Venezia-Frosinone      | 1-2           | 29 mar.       |

| andata (11ª) | andata (11ª) | 11ª giornata             | ritorno (32ª) | ritorno (32ª) |
|              |              |                          |               |               |
| 24 ott.      | 3-1          | Ascoli-Spezia            | 1-1           | 24 mar.       |
| 24 ott.      | 1-0          | Avellino-Pro Vercelli    | 0-0           | 25 mar.       |
| 23 ott.      | 2-1          | Brescia-Bari             | 0-3           | 24 mar.       |
| 24 ott.      | 1-3          | Carpi-Palermo            | 0-4           | 25 mar.       |
| 24 ott.      | 2-1          | Cittadella-Venezia       | 1-2           | 25 mar.       |
| 24 ott.      | 3-1          | Empoli-Pescara           | 1-0           | 25 mar.       |
| 24 ott.      | 0-3          | Foggia-Parma             | 1-3           | 25 mar.       |
| 24 ott.      | 4-2          | Frosinone-Ternana        | 0-0           | 25 mar.       |
| 24 ott.      | 2-3          | Novara-Salernitana       | 0-1           | 25 mar.       |
| 24 ott.      | 0-3          | Perugia-Cesena           | 1-1           | 25 mar.       |
| 24 ott.      | 1-1          | Virtus Entella-Cremonese | 1-0           | 25 mar.       |

| andata (12ª) | andata (12ª) | 12ª giornata           | ritorno (33ª) | ritorno (33ª) |
|              |              |                        |               |               |
| 28 ott.      | 3-0          | Bari-Ascoli            | 0-1           | 28 mar.       |
| 28 ott.      | 2-2          | Cesena-Novara          | 0-1           | 30 mar.       |
| 28 ott.      | 3-3          | Cremonese-Perugia      | 0-1           | 30 mar.       |
| 28 ott.      | 2-0          | Palermo-Virtus Entella | 2-1           | 29 mar.       |
| 29 ott.      | 2-0          | Parma-Avellino         | 2-1           | 29 mar.       |
| 28 ott.      | 0-3          | Pescara-Brescia        | 1-2           | 29 mar.       |
| 29 ott.      | 1-4          | Pro Vercelli-Foggia    | 1-2           | 29 mar.       |
| 28 ott.      | 2-1          | Salernitana-Empoli     | 0-2           | 29 mar.       |
| 28 ott.      | 0-0          | Spezia-Cittadella      | 2-1           | 29 mar.       |
| 30 ott.      | 0-0          | Ternana-Carpi          | 1-2           | 29 mar.       |
| 28 ott.      | 1-1          | Venezia-Frosinone      | 1-2           | 29 mar.       |

| andata (13ª) | andata (13ª) | 13ª giornata          | ritorno (34ª) | ritorno (34ª) |
|              |              |                       |               |               |
| 4 nov.       | 1-2          | Brescia-Venezia       | 2-1           | 8 apr.        |
| 4 nov.       | 4-2          | Carpi-Ascoli          | 0-2           | 7 apr.        |
| 4 nov.       | 1-1          | Cittadella-Ternana    | 1-5           | 7 apr.        |
| 5 nov.       | 1-1          | Empoli-Spezia         | 1-1           | 7 apr.        |
| 4 nov.       | 2-3          | Foggia-Cremonese      | 4-0           | 7 apr.        |
| 4 nov.       | 2-1          | Frosinone-Parma       | 0-2           | 7 apr.        |
| 4 nov.       | 0-1          | Novara-Pro Vercelli   | 0-0           | 8 apr.        |
| 6 nov.       | 1-1          | Perugia-Avellino      | 0-2           | 9 apr.        |
| 3 nov.       | 2-2          | Pescara-Palermo       | 1-1           | 7 apr.        |
| 4 nov.       | 2-2          | Salernitana-Bari      | 1-1           | 7 apr.        |
| 4 nov.       | 2-2          | Virtus Entella-Cesena | 0-3           | 8 apr.        |

| andata (14ª) | andata (14ª) | 14ª giornata            | ritorno (35ª) | ritorno (35ª) |
|              |              |                         |               |               |
| 12 nov.      | 0-2          | Ascoli-Foggia           | 0-3           | 13 apr.       |
| 11 nov.      | 0-0          | Avellino-Virtus Entella | 1-1           | 14 apr.       |
| 12 nov.      | 1-0          | Bari-Pescara            | 2-2           | 14 apr.       |
| 12 nov.      | 1-1          | Carpi-Brescia           | 1-1           | 14 apr.       |
| 12 nov.      | 3-3          | Cesena-Salernitana      | 1-1           | 14 apr.       |
| 12 nov.      | 1-2          | Cittadella-Parma        | 0-0           | 13 apr.       |
| 12 nov.      | 1-2          | Cremonese-Palermo       | 1-1           | 14 apr.       |
| 11 nov.      | 2-1          | Pro Vercelli-Empoli     | 2-3           | 14 apr.       |
| 11 nov.      | 1-1          | Spezia-Frosinone        | 1-1           | 14 apr.       |
| 12 nov.      | 1-1          | Ternana-Novara          | 3-0           | 14 apr.       |
| 12 nov.      | 1-0          | Venezia-Perugia         | 1-1           | 14 apr.       |

| andata (13ª) | andata (13ª) | 13ª giornata          | ritorno (34ª) | ritorno (34ª) |
|              |              |                       |               |               |
| 4 nov.       | 1-2          | Brescia-Venezia       | 2-1           | 8 apr.        |
| 4 nov.       | 4-2          | Carpi-Ascoli          | 0-2           | 7 apr.        |
| 4 nov.       | 1-1          | Cittadella-Ternana    | 1-5           | 7 apr.        |
| 5 nov.       | 1-1          | Empoli-Spezia         | 1-1           | 7 apr.        |
| 4 nov.       | 2-3          | Foggia-Cremonese      | 4-0           | 7 apr.        |
| 4 nov.       | 2-1          | Frosinone-Parma       | 0-2           | 7 apr.        |
| 4 nov.       | 0-1          | Novara-Pro Vercelli   | 0-0           | 8 apr.        |
| 6 nov.       | 1-1          | Perugia-Avellino      | 0-2           | 9 apr.        |
| 3 nov.       | 2-2          | Pescara-Palermo       | 1-1           | 7 apr.        |
| 4 nov.       | 2-2          | Salernitana-Bari      | 1-1           | 7 apr.        |
| 4 nov.       | 2-2          | Virtus Entella-Cesena | 0-3           | 8 apr.        |

| andata (14ª) | andata (14ª) | 14ª giornata            | ritorno (35ª) | ritorno (35ª) |
|              |              |                         |               |               |
| 12 nov.      | 0-2          | Ascoli-Foggia           | 0-3           | 13 apr.       |
| 11 nov.      | 0-0          | Avellino-Virtus Entella | 1-1           | 14 apr.       |
| 12 nov.      | 1-0          | Bari-Pescara            | 2-2           | 14 apr.       |
| 12 nov.      | 1-1          | Carpi-Brescia           | 1-1           | 14 apr.       |
| 12 nov.      | 3-3          | Cesena-Salernitana      | 1-1           | 14 apr.       |
| 12 nov.      | 1-2          | Cittadella-Parma        | 0-0           | 13 apr.       |
| 12 nov.      | 1-2          | Cremonese-Palermo       | 1-1           | 14 apr.       |
| 11 nov.      | 2-1          | Pro Vercelli-Empoli     | 2-3           | 14 apr.       |
| 11 nov.      | 1-1          | Spezia-Frosinone        | 1-1           | 14 apr.       |
| 12 nov.      | 1-1          | Ternana-Novara          | 3-0           | 14 apr.       |
| 12 nov.      | 1-0          | Venezia-Perugia         | 1-1           | 14 apr.       |

| andata (15ª) | andata (15ª) | 15ª giornata           | ritorno (36ª) | ritorno (36ª) |
|              |              |                        |               |               |
| 18 nov.      | 1-1          | Brescia-Spezia         | 1-0           | 17 apr.       |
| 18 nov.      | 5-3          | Empoli-Cesena          | 3-2           | 17 apr.       |
| 18 nov.      | 1-1          | Foggia-Ternana         | 2-2           | 17 apr.       |
| 17 nov.      | 1-1          | Frosinone-Avellino     | 2-0           | 17 apr.       |
| 18 nov.      | 1-2          | Novara-Bari            | 1-1           | 17 apr.       |
| 20 nov.      | 0-3          | Palermo-Cittadella     | 0-0           | 17 apr.       |
| 18 nov.      | 4-0          | Parma-Ascoli           | 1-0           | 16 apr.       |
| 18 nov.      | 5-0          | Perugia-Carpi          | 2-1           | 17 apr.       |
| 18 nov.      | 3-1          | Pescara-Pro Vercelli   | 1-3           | 17 apr.       |
| 19 nov.      | 1-1          | Salernitana-Cremonese  | 1-1           | 17 apr.       |
| 18 nov.      | 0-0          | Virtus Entella-Venezia | 0-2           | 17 apr.       |

| andata (16ª) | andata (16ª) | 16ª giornata                | ritorno (37ª) | ritorno (37ª) |
|              |              |                             |               |               |
| 25 nov.      | 0-0          | Ascoli-Cremonese            | 2-1           | 21 apr.       |
| 25 nov.      | 1-3          | Avellino-Palermo            | 0-3           | 21 apr.       |
| 26 nov.      | 1-0          | Bari-Foggia                 | 1-1           | 21 apr.       |
| 25 nov.      | 2-1          | Carpi-Parma                 | 1-2           | 21 apr.       |
| 27 nov.      | 1-0          | Cesena-Brescia              | 0-0           | 21 apr.       |
| 25 nov.      | 2-1          | Cittadella-Salernitana      | 3-1           | 21 apr.       |
| 24 nov.      | 3-3          | Empoli-Frosinone            | 4-2           | 23 apr.       |
| 25 nov.      | 1-1          | Pro Vercelli-Virtus Entella | 2-3           | 21 apr.       |
| 25 nov.      | 4-0          | Spezia-Pescara              | 2-3           | 22 apr.       |
| 26 nov.      | 1-1          | Ternana-Perugia             | 3-2           | 22 apr.       |
| 25 nov.      | 1-3          | Venezia-Novara              | 3-1           | 21 apr.       |

| andata (15ª) | andata (15ª) | 15ª giornata           | ritorno (36ª) | ritorno (36ª) |
|              |              |                        |               |               |
| 18 nov.      | 1-1          | Brescia-Spezia         | 1-0           | 17 apr.       |
| 18 nov.      | 5-3          | Empoli-Cesena          | 3-2           | 17 apr.       |
| 18 nov.      | 1-1          | Foggia-Ternana         | 2-2           | 17 apr.       |
| 17 nov.      | 1-1          | Frosinone-Avellino     | 2-0           | 17 apr.       |
| 18 nov.      | 1-2          | Novara-Bari            | 1-1           | 17 apr.       |
| 20 nov.      | 0-3          | Palermo-Cittadella     | 0-0           | 17 apr.       |
| 18 nov.      | 4-0          | Parma-Ascoli           | 1-0           | 16 apr.       |
| 18 nov.      | 5-0          | Perugia-Carpi          | 2-1           | 17 apr.       |
| 18 nov.      | 3-1          | Pescara-Pro Vercelli   | 1-3           | 17 apr.       |
| 19 nov.      | 1-1          | Salernitana-Cremonese  | 1-1           | 17 apr.       |
| 18 nov.      | 0-0          | Virtus Entella-Venezia | 0-2           | 17 apr.       |

| andata (16ª) | andata (16ª) | 16ª giornata                | ritorno (37ª) | ritorno (37ª) |
|              |              |                             |               |               |
| 25 nov.      | 0-0          | Ascoli-Cremonese            | 2-1           | 21 apr.       |
| 25 nov.      | 1-3          | Avellino-Palermo            | 0-3           | 21 apr.       |
| 26 nov.      | 1-0          | Bari-Foggia                 | 1-1           | 21 apr.       |
| 25 nov.      | 2-1          | Carpi-Parma                 | 1-2           | 21 apr.       |
| 27 nov.      | 1-0          | Cesena-Brescia              | 0-0           | 21 apr.       |
| 25 nov.      | 2-1          | Cittadella-Salernitana      | 3-1           | 21 apr.       |
| 24 nov.      | 3-3          | Empoli-Frosinone            | 4-2           | 23 apr.       |
| 25 nov.      | 1-1          | Pro Vercelli-Virtus Entella | 2-3           | 21 apr.       |
| 25 nov.      | 4-0          | Spezia-Pescara              | 2-3           | 22 apr.       |
| 26 nov.      | 1-1          | Ternana-Perugia             | 3-2           | 22 apr.       |
| 25 nov.      | 1-3          | Venezia-Novara              | 3-1           | 21 apr.       |

| andata (17ª) | andata (17ª) | 17ª giornata        | ritorno (38ª) | ritorno (38ª) |
|              |              |                     |               |               |
| 3 dic.       | 1-1          | Avellino-Carpi      | 0-0           | 28 apr.       |
| 2 dic.       | 2-0          | Brescia-Salernitana | 2-4           | 28 apr.       |
| 2 dic.       | 1-0          | Cremonese-Spezia    | 0-1           | 28 apr.       |
| 2 dic.       | 1-3          | Foggia-Cittadella   | 1-3           | 28 apr.       |
| 2 dic.       | 3-3          | Frosinone-Cesena    | 0-1           | 28 apr.       |
| 2 dic.       | 1-1          | Novara-Empoli       | 1-1           | 28 apr.       |
| 2 dic.       | 0-0          | Palermo-Venezia     | 0-3           | 27 apr.       |
| 2 dic.       | 3-0          | Parma-Pro Vercelli  | 0-1           | 28 apr.       |
| 4 dic.       | 1-0          | Perugia-Ascoli      | 2-2           | 28 apr.       |
| 2 dic.       | 3-3          | Pescara-Ternana     | 3-0           | 28 apr.       |
| 3 dic.       | 3-1          | Virtus Entella-Bari | 0-1           | 27 apr.       |

| andata (18ª) | andata (18ª) | 18ª giornata          | ritorno (39ª) | ritorno (39ª) |
|              |              |                       |               |               |
| 9 dic.       | 1-1          | Ascoli-Virtus Entella | 1-1           | 1° mag.       |
| 10 dic.      | 0-3          | Bari-Palermo          | 1-1           | 30 apr.       |
| 8 dic.       | 4-2          | Cesena-Pescara        | 0-0           | 1° mag.       |
| 9 dic.       | 2-2          | Cittadella-Avellino   | 2-0           | 1° mag.       |
| 9 dic.       | 1-0          | Empoli-Carpi          | 0-0           | 1° mag.       |
| 9 dic.       | 2-0          | Frosinone-Brescia     | 2-1           | 1° mag.       |
| 8 dic.       | 1-1          | Novara-Cremonese      | 1-1           | 1° mag.       |
| 9 dic.       | 1-1          | Salernitana-Perugia   | 1-1           | 1° mag.       |
| 8 dic.       | 1-0          | Spezia-Foggia         | 1-2           | 1° mag.       |
| 8 dic.       | 1-1          | Ternana-Parma         | 0-2           | 1° mag.       |
| 9 dic.       | 1-1          | Venezia-Pro Vercelli  | 2-0           | 1° mag.       |

| andata (17ª) | andata (17ª) | 17ª giornata        | ritorno (38ª) | ritorno (38ª) |
|              |              |                     |               |               |
| 3 dic.       | 1-1          | Avellino-Carpi      | 0-0           | 28 apr.       |
| 2 dic.       | 2-0          | Brescia-Salernitana | 2-4           | 28 apr.       |
| 2 dic.       | 1-0          | Cremonese-Spezia    | 0-1           | 28 apr.       |
| 2 dic.       | 1-3          | Foggia-Cittadella   | 1-3           | 28 apr.       |
| 2 dic.       | 3-3          | Frosinone-Cesena    | 0-1           | 28 apr.       |
| 2 dic.       | 1-1          | Novara-Empoli       | 1-1           | 28 apr.       |
| 2 dic.       | 0-0          | Palermo-Venezia     | 0-3           | 27 apr.       |
| 2 dic.       | 3-0          | Parma-Pro Vercelli  | 0-1           | 28 apr.       |
| 4 dic.       | 1-0          | Perugia-Ascoli      | 2-2           | 28 apr.       |
| 2 dic.       | 3-3          | Pescara-Ternana     | 3-0           | 28 apr.       |
| 3 dic.       | 3-1          | Virtus Entella-Bari | 0-1           | 27 apr.       |

| andata (18ª) | andata (18ª) | 18ª giornata          | ritorno (39ª) | ritorno (39ª) |
|              |              |                       |               |               |
| 9 dic.       | 1-1          | Ascoli-Virtus Entella | 1-1           | 1° mag.       |
| 10 dic.      | 0-3          | Bari-Palermo          | 1-1           | 30 apr.       |
| 8 dic.       | 4-2          | Cesena-Pescara        | 0-0           | 1° mag.       |
| 9 dic.       | 2-2          | Cittadella-Avellino   | 2-0           | 1° mag.       |
| 9 dic.       | 1-0          | Empoli-Carpi          | 0-0           | 1° mag.       |
| 9 dic.       | 2-0          | Frosinone-Brescia     | 2-1           | 1° mag.       |
| 8 dic.       | 1-1          | Novara-Cremonese      | 1-1           | 1° mag.       |
| 9 dic.       | 1-1          | Salernitana-Perugia   | 1-1           | 1° mag.       |
| 8 dic.       | 1-0          | Spezia-Foggia         | 1-2           | 1° mag.       |
| 8 dic.       | 1-1          | Ternana-Parma         | 0-2           | 1° mag.       |
| 9 dic.       | 1-1          | Venezia-Pro Vercelli  | 2-0           | 1° mag.       |

| andata (19ª) | andata (19ª) | 19ª giornata               | ritorno (40ª) | ritorno (40ª) |
|              |              |                            |               |               |
| 16 dic.      | 1-1          | Avellino-Ascoli            | 1-1           | 5 mag.        |
| 17 dic.      | 1-1          | Brescia-Cittadella         | 2-2           | 5 mag.        |
| 16 dic.      | 1-1          | Carpi-Frosinone            | 0-1           | 5 mag.        |
| 16 dic.      | 1-1          | Cremonese-Empoli           | 1-1           | 7 mag.        |
| 15 dic.      | 2-2          | Foggia-Venezia             | 1-2           | 5 mag.        |
| 16 dic.      | 1-0          | Palermo-Ternana            | 3-2           | 5 mag.        |
| 16 dic.      | 0-0          | Parma-Cesena               | 1-2           | 6 mag.        |
| 16 dic.      | 1-3          | Perugia-Bari               | 1-3           | 5 mag.        |
| 17 dic.      | 1-0          | Pescara-Novara             | 1-1           | 5 mag.        |
| 16 dic.      | 0-2          | Pro Vercelli-Spezia        | 1-5           | 5 mag.        |
| 16 dic.      | 0-2          | Virtus Entella-Salernitana | 0-1           | 5 mag.        |

| andata (20ª) | andata (20ª) | 20ª giornata             | ritorno (41ª) | ritorno (41ª) |
|              |              |                          |               |               |
| 21 dic.      | 1-1          | Ascoli-Pescara           | 1-0           | 12 mag.       |
| 21 dic.      | 0-0          | Bari-Parma               | 0-1           | 12 mag.       |
| 21 dic.      | 1-1          | Cesena-Palermo           | 0-0           | 12 mag.       |
| 21 dic.      | 0-1          | Cittadella-Carpi         | 1-1           | 12 mag.       |
| 21 dic.      | 1-1          | Empoli-Brescia           | 2-0           | 12 mag.       |
| 21 dic.      | 4-3          | Frosinone-Virtus Entella | 1-0           | 12 mag.       |
| 21 dic.      | 1-1          | Novara-Perugia           | 1-1           | 12 mag.       |
| 21 dic.      | 0-3          | Salernitana-Foggia       | 0-1           | 12 mag.       |
| 21 dic.      | 1-0          | Spezia-Avellino          | 0-1           | 11 mag.       |
| 21 dic.      | 4-3          | Ternana-Pro Vercelli     | 1-2           | 12 mag.       |
| 20 dic.      | 1-1          | Venezia-Cremonese        | 1-5           | 12 mag.       |

| andata (19ª) | andata (19ª) | 19ª giornata               | ritorno (40ª) | ritorno (40ª) |
|              |              |                            |               |               |
| 16 dic.      | 1-1          | Avellino-Ascoli            | 1-1           | 5 mag.        |
| 17 dic.      | 1-1          | Brescia-Cittadella         | 2-2           | 5 mag.        |
| 16 dic.      | 1-1          | Carpi-Frosinone            | 0-1           | 5 mag.        |
| 16 dic.      | 1-1          | Cremonese-Empoli           | 1-1           | 7 mag.        |
| 15 dic.      | 2-2          | Foggia-Venezia             | 1-2           | 5 mag.        |
| 16 dic.      | 1-0          | Palermo-Ternana            | 3-2           | 5 mag.        |
| 16 dic.      | 0-0          | Parma-Cesena               | 1-2           | 6 mag.        |
| 16 dic.      | 1-3          | Perugia-Bari               | 1-3           | 5 mag.        |
| 17 dic.      | 1-0          | Pescara-Novara             | 1-1           | 5 mag.        |
| 16 dic.      | 0-2          | Pro Vercelli-Spezia        | 1-5           | 5 mag.        |
| 16 dic.      | 0-2          | Virtus Entella-Salernitana | 0-1           | 5 mag.        |

| andata (20ª) | andata (20ª) | 20ª giornata             | ritorno (41ª) | ritorno (41ª) |
|              |              |                          |               |               |
| 21 dic.      | 1-1          | Ascoli-Pescara           | 1-0           | 12 mag.       |
| 21 dic.      | 0-0          | Bari-Parma               | 0-1           | 12 mag.       |
| 21 dic.      | 1-1          | Cesena-Palermo           | 0-0           | 12 mag.       |
| 21 dic.      | 0-1          | Cittadella-Carpi         | 1-1           | 12 mag.       |
| 21 dic.      | 1-1          | Empoli-Brescia           | 2-0           | 12 mag.       |
| 21 dic.      | 4-3          | Frosinone-Virtus Entella | 1-0           | 12 mag.       |
| 21 dic.      | 1-1          | Novara-Perugia           | 1-1           | 12 mag.       |
| 21 dic.      | 0-3          | Salernitana-Foggia       | 0-1           | 12 mag.       |
| 21 dic.      | 1-0          | Spezia-Avellino          | 0-1           | 11 mag.       |
| 21 dic.      | 4-3          | Ternana-Pro Vercelli     | 1-2           | 12 mag.       |
| 20 dic.      | 1-1          | Venezia-Cremonese        | 1-5           | 12 mag.       |

| \| andata (21ª) \| andata (21ª) \| 21ª giornata \| ritorno (42ª) \| ritorno (42ª) \| \| \| \| \| \| \| \| 28 dic. \| 2-1 \| Avellino-Ternana \| 2-1 \| 18 mag. \| \| 28 dic. \| 0-1 \| Brescia-Ascoli \| 0-0 \| 18 mag. \| \| 28 dic. \| 0-0 \| Carpi-Bari \| 0-2 \| 18 mag. \| \| 28 dic. \| 1-0 \| Cremonese-Cesena \| 0-1 \| 18 mag. \| \| 28 dic. \| 1-2 \| Foggia-Frosinone \| 2-2 \| 18 mag. \| \| 28 dic. \| 3-0 \| Palermo-Salernitana \| 2-0 \| 18 mag. \| \| 27 dic. \| 0-0 \| Parma-Spezia \| 2-0 \| 18 mag. \| \| 28 dic. \| 2-4 \| Perugia-Empoli \| 1-2 \| 18 mag. \| \| 28 dic. \| 1-0 \| Pescara-Venezia \| 0-0 \| 18 mag. \| \| 28 dic. \| 1-2 \| Pro Vercelli-Cittadella \| 0-2 \| 18 mag. \| \| 28 dic. \| 2-1 \| Virtus Entella-Novara \| 1-0 \| 18 mag. \| |              |                         |               |               |
| andata (21ª) | andata (21ª) | 21ª giornata            | ritorno (42ª) | ritorno (42ª) |
| |              |                         |               |               |
| 28 dic. | 2-1          | Avellino-Ternana        | 2-1           | 18 mag.       |
| 28 dic. | 0-1          | Brescia-Ascoli          | 0-0           | 18 mag.       |
| 28 dic. | 0-0          | Carpi-Bari              | 0-2           | 18 mag.       |
| 28 dic. | 1-0          | Cremonese-Cesena        | 0-1           | 18 mag.       |
| 28 dic. | 1-2          | Foggia-Frosinone        | 2-2           | 18 mag.       |
| 28 dic. | 3-0          | Palermo-Salernitana     | 2-0           | 18 mag.       |
| 27 dic. | 0-0          | Parma-Spezia            | 2-0           | 18 mag.       |
| 28 dic. | 2-4          | Perugia-Empoli          | 1-2           | 18 mag.       |
| 28 dic. | 1-0          | Pescara-Venezia         | 0-0           | 18 mag.       |
| 28 dic. | 1-2          | Pro Vercelli-Cittadella | 0-2           | 18 mag.       |
| 28 dic. | 2-1          | Virtus Entella-Novara   | 1-0           | 18 mag.       |

| andata (21ª) | andata (21ª) | 21ª giornata            | ritorno (42ª) | ritorno (42ª) |
|              |              |                         |               |               |
| 28 dic.      | 2-1          | Avellino-Ternana        | 2-1           | 18 mag.       |
| 28 dic.      | 0-1          | Brescia-Ascoli          | 0-0           | 18 mag.       |
| 28 dic.      | 0-0          | Carpi-Bari              | 0-2           | 18 mag.       |
| 28 dic.      | 1-0          | Cremonese-Cesena        | 0-1           | 18 mag.       |
| 28 dic.      | 1-2          | Foggia-Frosinone        | 2-2           | 18 mag.       |
| 28 dic.      | 3-0          | Palermo-Salernitana     | 2-0           | 18 mag.       |
| 27 dic.      | 0-0          | Parma-Spezia            | 2-0           | 18 mag.       |
| 28 dic.      | 2-4          | Perugia-Empoli          | 1-2           | 18 mag.       |
| 28 dic.      | 1-0          | Pescara-Venezia         | 0-0           | 18 mag.       |
| 28 dic.      | 1-2          | Pro Vercelli-Cittadella | 0-2           | 18 mag.       |
| 28 dic.      | 2-1          | Virtus Entella-Novara   | 1-0           | 18 mag.       |

## Spareggi

### Play-off
Il terzo e ultimo posto utile alla promozione in Serie A è assegnato tramite play-off a sei – strutturati attraverso un turno preliminare, semifinali e finale –, a cui accedono le formazioni classificate dalla terza all'ottava posizione della graduatoria: la quinta affronta l'ottava e la vincitrice gioca poi con la quarta; la sesta incontra la settima e la vincitrice sfida la terza. Le due vincenti disputano infine la finale per la promozione. Il regolamento dei play-off stabilisce quanto segue:
- I turni preliminari tra quinta e ottava e tra sesta e settima prevedono una partita unica sul campo della meglio piazzata nella stagione regolare. Nel caso di pareggio al termine dei 90 minuti regolamentari si disputano i supplementari. Se persiste la parità passa il turno la squadra meglio classificata nella stagione regolare, senza effettuare i calci di rigore.
- Le semifinali prevedono una gara di andata in casa delle squadre che hanno disputato il turno preliminare e una di ritorno in casa della terza e quarta classificata nella stagione regolare. In caso di parità di punti passa in finale la squadra meglio classificata nella stagione regolare, senza la disputa dei supplementari.
- La finale si disputa tra le vincenti delle semifinali con gare di andata e ritorno, quest'ultima in casa della meglio classificata in campionato. In caso di parità di punti viene promossa in Serie A la squadra meglio classificata nella stagione regolare, senza la disputa dei supplementari. Nel caso le due finaliste avessero terminato la stagione regolare a pari punti, la gara di ritorno prevederebbe i tempi supplementari ed eventuali calci di rigore.

Le date dei play-off sono state riviste a seguito dell'attesa del verdetto sulla penalizzazione del Bari, come descritto nel comunicato ufficiale del 24 maggio 2018 emanato dalla Lega Serie B.

#### Tabellone
|  | Quarti di finale | Quarti di finale | Quarti di finale |  |  | Semifinali | Semifinali | Semifinali | Semifinali | Semifinali |   |   | Finale  | Finale  | Finale | Finale | Finale |  |
|  |                  |                  |                  |  |  |            |            |            |            |            |   |   |         |         |        |        |        |  |
|  | 5                | Venezia          | 3                |  |  |            |            |            |            |            |   |   |         |         |        |        |        |  |
|  | 8                | Perugia          | 0                |  |  |            | Venezia    | 1          | 0          | 1          |   |   |         |         |        |        |        |  |
|  |                  |                  |                  |  |  | 4          | Palermo    | 1          | 1          | 2          |   |   |         |         |        |        |        |  |
|  |                  |                  |                  |  |  |            |            |            |            |            |   |   | Palermo | Palermo | 2      | 0      | 2      |  |
|  | 6                | Cittadella (dts) | 2                |  |  |            |            | Frosinone  | Frosinone  | 1          | 2 | 3 |         |         |        |        |        |  |
|  | 7                | Bari             | 2                |  |  |            | Cittadella | 1          | 1          | 2          |   |   |         |         |        |        |        |  |
|  |                  |                  |                  |  |  | 3          | Frosinone  | 1          | 1          | 2          |   |   |         |         |        |        |        |  |

#### Turno preliminare
|            | Risultati |         | Luogo e data              |
| ---------- | --------- | ------- | ------------------------- |
| Venezia    | 3-0       | Perugia | Venezia, 3 giugno 2018    |
| Cittadella | 2-2 (dts) | Bari    | Cittadella, 3 giugno 2018 |
|            |           |         |                           |

#### Semifinali
|            | Risultati |            | Luogo e data              |
| ---------- | --------- | ---------- | ------------------------- |
| Venezia    | 1-1       | Palermo    | Venezia, 6 giugno 2018    |
| Palermo    | 1-0       | Venezia    | Palermo, 10 giugno 2018   |
|            |           |            |                           |
| Cittadella | 1-1       | Frosinone  | Cittadella, 6 giugno 2018 |
| Frosinone  | 1-1       | Cittadella | Frosinone, 10 giugno 2018 |
|            |           |            |                           |

#### Finale
|           | Risultati |           | Luogo e data              |
| --------- | --------- | --------- | ------------------------- |
| Palermo   | 2-1       | Frosinone | Palermo, 13 giugno 2018   |
| Frosinone | 2-0       | Palermo   | Frosinone, 16 giugno 2018 |
|           |           |           |                           |

### Play-out
Il play-out per la retrocessione in Serie C si disputa con due partite andata e ritorno tra le due squadre che si classificano al diciottesimo e diciannovesimo posto con andata in casa della squadra peggio piazzata nella stagione regolare. In caso di parità al termine dei due incontri, il regolamento per stabilire la squadra che si salva è identico a quello della finale dei play-off.
|                | Risultati |                | Luogo e data                  |
| -------------- | --------- | -------------- | ----------------------------- |
| Virtus Entella | 0-0       | Ascoli         | Chiavari, 24 maggio 2018      |
| Ascoli         | 0-0       | Virtus Entella | Ascoli Piceno, 31 maggio 2018 |
|                |           |                |                               |

## Statistiche

### Squadre

#### Capoliste solitarie
|    | —— | ——  | —— | ——  | —— | ——  | —— | ——  | ——  | ——  | ——  | ——  | ——  | ——  | ——   | ——  | ——      | ——      | ——      | ——      | ——  | ——  | ——  | ——  | ——  | ——     | ——     | ——     | ——     | ——     | ——     | ——     | ——     | ——     | ——     | ——     | ——     | ——     | ——     | ——     | ——     | —— |  |
|    |    | Car |    | Fro |    | Fro |    | Emp |     | Emp | Pal | Fro | Pal |     | Bari |     | Palermo | Palermo | Palermo | Palermo |     |     | Fro |     |     | Empoli | Empoli | Empoli | Empoli | Empoli | Empoli | Empoli | Empoli | Empoli | Empoli | Empoli | Empoli | Empoli | Empoli | Empoli | Empoli |    |  |
|    |    |     |    |     |    |     |    |     |     |     |     |     |     |     |      |     |         |         |         |         |     |     |     |     |     |        |        |        |        |        |        |        |        |        |        |        |        |        |        |        |        |    |  |
|    |    |     |    |     |    |     |    |     |     |     |     |     |     |     |      |     |         |         |         |         |     |     |     |     |     |        |        |        |        |        |        |        |        |        |        |        |        |        |        |        |        |    |  |
| 1ª | 2ª | 3ª  | 4ª | 5ª  | 6ª | 7ª  | 8ª | 9ª  | 10ª | 11ª | 12ª | 13ª | 14ª | 15ª | 16ª  | 17ª | 18ª     | 19ª     | 20ª     | 21ª     | 22ª | 23ª | 24ª | 25ª | 26ª | 27ª    | 28ª    | 29ª    | 30ª    | 31ª    | 32ª    | 33ª    | 34ª    | 35ª    | 36ª    | 37ª    | 38ª    | 39ª    | 40ª    | 41ª    | 42ª    |    |  |

#### Classifica in divenire
|                | 1ª | 2ª | 3ª | 4ª | 5ª | 6ª | 7ª | 8ª | 9ª | 10ª | 11ª | 12ª | 13ª | 14ª | 15ª | 16ª | 17ª | 18ª | 19ª | 20ª | 21ª | 22ª | 23ª | 24ª | 25ª | 26ª | 27ª | 28ª | 29ª | 30ª | 31ª | 32ª | 33ª | 34ª | 35ª | 36ª | 37ª | 38ª | 39ª | 40ª | 41ª | 42ª |
|                |    |    |    |    |    |    |    |    |    |     |     |     |     |     |     |     |     |     |     |     |     |     |     |     |     |     |     |     |     |     |     |     |     |     |     |     |     |     |     |     |     |     |
| -------------- | -- | -- | -- | -- | -- | -- | -- | -- | -- | --- | --- | --- | --- | --- | --- | --- | --- | --- | --- | --- | --- | --- | --- | --- | --- | --- | --- | --- | --- | --- | --- | --- | --- | --- | --- | --- | --- | --- | --- | --- | --- | --- |
| Ascoli         | 0  | 3  | 3  | 3  | 3  | 6  | 7  | 8  | 9  | 10  | 13  | 13  | 13  | 13  | 13  | 14  | 14  | 15  | 16  | 17  | 20  | 20  | 20  | 23  | 23  | 23  | 26  | 26  | 26  | 26  | 29  | 30  | 33  | 36  | 36  | 36  | 39  | 40  | 41  | 42  | 45  | 46  |
| Avellino       | 3  | 3  | 6  | 6  | 7  | 10 | 13 | 13 | 13 | 13  | 16  | 16  | 17  | 18  | 19  | 19  | 20  | 21  | 22  | 22  | 25  | 28  | 29  | 29  | 30  | 30  | 33  | 34  | 34  | 34  | 35  | 36  | 36  | 39  | 40  | 40  | 40  | 41  | 41  | 42  | 45  | 48  |
| Bari           | 3  | 3  | 3  | 3  | 6  | 9  | 9  | 12 | 13 | 16  | 16  | 19  | 20  | 23  | 26  | 29  | 29  | 29  | 32  | 33  | 34  | 35  | 35  | 35  | 38  | 41  | 44  | 45  | 48  | 49  | 50  | 53  | 53  | 54  | 55  | 56  | 57  | 60  | 61  | 64  | 64  | 65  |
| Brescia        | 0  | 1  | 4  | 5  | 6  | 7  | 10 | 10 | 10 | 10  | 13  | 16  | 16  | 17  | 18  | 18  | 21  | 21  | 22  | 23  | 23  | 23  | 23  | 26  | 27  | 30  | 33  | 33  | 34  | 34  | 35  | 35  | 38  | 41  | 42  | 45  | 46  | 46  | 46  | 47  | 47  | 48  |
| Carpi          | 3  | 6  | 9  | 10 | 10 | 11 | 11 | 11 | 14 | 15  | 15  | 16  | 19  | 20  | 20  | 23  | 24  | 24  | 25  | 28  | 29  | 29  | 32  | 35  | 36  | 36  | 37  | 40  | 41  | 42  | 45  | 45  | 48  | 48  | 49  | 49  | 49  | 50  | 51  | 51  | 52  | 52  |
| Cesena         | 0  | 1  | 1  | 4  | 4  | 4  | 4  | 7  | 7  | 8   | 11  | 12  | 13  | 14  | 14  | 17  | 18  | 21  | 22  | 23  | 23  | 24  | 24  | 27  | 28  | 28  | 28  | 29  | 32  | 33  | 33  | 34  | 34  | 37  | 38  | 38  | 39  | 42  | 43  | 46  | 47  | 35  |
| Cittadella     | 3  | 3  | 4  | 4  | 7  | 10 | 10 | 13 | 13 | 13  | 16  | 17  | 18  | 18  | 21  | 24  | 27  | 28  | 29  | 29  | 32  | 35  | 35  | 38  | 38  | 41  | 42  | 45  | 48  | 49  | 50  | 50  | 50  | 50  | 51  | 52  | 55  | 58  | 61  | 62  | 63  | 66  |
| Cremonese      | 0  | 3  | 6  | 7  | 7  | 8  | 9  | 10 | 13 | 16  | 17  | 18  | 21  | 21  | 22  | 23  | 26  | 27  | 28  | 29  | 32  | 35  | 36  | 36  | 37  | 37  | 38  | 39  | 39  | 40  | 41  | 41  | 41  | 41  | 42  | 43  | 43  | 43  | 44  | 45  | 48  | 48  |
| Empoli         | 1  | 4  | 5  | 8  | 11 | 11 | 11 | 14 | 17 | 17  | 20  | 20  | 21  | 21  | 24  | 25  | 26  | 29  | 30  | 31  | 34  | 37  | 40  | 43  | 46  | 49  | 50  | 51  | 54  | 57  | 60  | 63  | 66  | 67  | 70  | 73  | 76  | 77  | 78  | 79  | 82  | 85  |
| Foggia         | 0  | 1  | 1  | 2  | 5  | 6  | 7  | 7  | 10 | 11  | 11  | 14  | 14  | 17  | 18  | 18  | 18  | 18  | 19  | 22  | 22  | 22  | 25  | 28  | 31  | 34  | 34  | 37  | 37  | 37  | 40  | 40  | 43  | 46  | 49  | 50  | 51  | 51  | 54  | 54  | 57  | 58  |
| Frosinone      | 3  | 6  | 7  | 10 | 13 | 13 | 14 | 14 | 15 | 16  | 19  | 20  | 23  | 24  | 25  | 26  | 27  | 30  | 31  | 34  | 37  | 40  | 43  | 46  | 46  | 49  | 49  | 50  | 53  | 53  | 54  | 55  | 58  | 58  | 59  | 62  | 62  | 62  | 65  | 68  | 71  | 72  |
| Novara         | 0  | 0  | 3  | 6  | 6  | 6  | 7  | 10 | 13 | 16  | 16  | 17  | 17  | 18  | 18  | 21  | 22  | 23  | 23  | 24  | 24  | 27  | 27  | 27  | 30  | 31  | 31  | 31  | 31  | 34  | 35  | 35  | 38  | 39  | 39  | 40  | 40  | 41  | 42  | 43  | 44  | 44  |
| Palermo        | 3  | 4  | 5  | 6  | 9  | 12 | 13 | 14 | 15 | 15  | 18  | 21  | 22  | 25  | 25  | 28  | 29  | 32  | 35  | 36  | 39  | 40  | 43  | 43  | 43  | 43  | 44  | 47  | 47  | 50  | 51  | 54  | 57  | 58  | 59  | 60  | 63  | 63  | 64  | 67  | 68  | 71  |
| Parma          | 3  | 6  | 6  | 6  | 6  | 9  | 10 | 11 | 11 | 14  | 17  | 20  | 20  | 23  | 26  | 26  | 29  | 30  | 31  | 32  | 33  | 33  | 36  | 36  | 37  | 37  | 38  | 41  | 44  | 47  | 47  | 50  | 53  | 56  | 57  | 60  | 63  | 63  | 66  | 66  | 69  | 72  |
| Perugia        | 3  | 6  | 7  | 10 | 10 | 13 | 13 | 13 | 13 | 13  | 13  | 14  | 15  | 15  | 18  | 19  | 22  | 23  | 23  | 24  | 24  | 27  | 30  | 30  | 31  | 34  | 37  | 40  | 43  | 46  | 49  | 50  | 53  | 53  | 54  | 57  | 57  | 58  | 59  | 59  | 60  | 60  |
| Pescara        | 3  | 3  | 4  | 5  | 6  | 7  | 10 | 10 | 13 | 16  | 16  | 16  | 17  | 17  | 20  | 20  | 21  | 21  | 24  | 25  | 28  | 31  | 31  | 31  | 34  | 35  | 36  | 36  | 36  | 36  | 37  | 37  | 37  | 38  | 39  | 39  | 42  | 45  | 46  | 47  | 47  | 48  |
| Pro Vercelli   | 0  | 0  | 0  | 1  | 2  | 2  | 5  | 8  | 9  | 10  | 10  | 10  | 13  | 16  | 16  | 17  | 17  | 18  | 18  | 18  | 18  | 18  | 21  | 24  | 25  | 26  | 27  | 28  | 28  | 29  | 29  | 30  | 30  | 31  | 31  | 34  | 34  | 37  | 37  | 37  | 40  | 40  |
| Salernitana    | 1  | 2  | 2  | 3  | 4  | 7  | 8  | 9  | 12 | 13  | 16  | 19  | 20  | 21  | 22  | 22  | 22  | 23  | 26  | 26  | 26  | 29  | 30  | 30  | 30  | 31  | 31  | 31  | 34  | 37  | 38  | 41  | 41  | 42  | 43  | 44  | 44  | 47  | 48  | 51  | 51  | 51  |
| Spezia         | 0  | 0  | 3  | 4  | 7  | 7  | 10 | 10 | 10 | 13  | 13  | 14  | 15  | 16  | 17  | 20  | 20  | 23  | 26  | 29  | 30  | 31  | 31  | 34  | 35  | 36  | 39  | 40  | 40  | 41  | 41  | 42  | 45  | 46  | 47  | 47  | 47  | 50  | 50  | 53  | 53  | 53  |
| Ternana        | 1  | 2  | 5  | 5  | 6  | 6  | 6  | 7  | 10 | 11  | 11  | 12  | 13  | 14  | 15  | 16  | 17  | 18  | 18  | 21  | 21  | 21  | 22  | 22  | 22  | 22  | 22  | 22  | 25  | 26  | 26  | 27  | 27  | 30  | 33  | 34  | 37  | 37  | 37  | 37  | 37  | 37  |
| Venezia        | 1  | 2  | 5  | 6  | 7  | 7  | 10 | 13 | 14 | 17  | 17  | 18  | 21  | 24  | 25  | 25  | 26  | 27  | 28  | 29  | 29  | 29  | 32  | 35  | 36  | 39  | 40  | 43  | 44  | 47  | 47  | 50  | 50  | 50  | 51  | 54  | 57  | 60  | 63  | 66  | 66  | 67  |
| Virtus Entella | 0  | 1  | 1  | 4  | 5  | 6  | 9  | 12 | 12 | 12  | 13  | 13  | 14  | 15  | 16  | 17  | 20  | 21  | 21  | 21  | 24  | 24  | 24  | 24  | 27  | 28  | 29  | 29  | 30  | 30  | 33  | 36  | 36  | 36  | 37  | 37  | 40  | 40  | 41  | 41  | 41  | 44  |

#### Classifiche di rendimento

##### Rendimento andata-ritorno
| Andata         | Andata | Ritorno        | Ritorno |
|                |        |                |         |
| Palermo        | 39     | Empoli         | 51      |
| Frosinone      | 37     | Parma          | 39      |
| Empoli         | 34     | Venezia        | 38      |
| Bari           | 34     | Foggia         | 36      |
| Parma          | 33     | Perugia        | 36      |
| Cremonese      | 32     | Frosinone      | 35      |
| Cittadella     | 32     | Cittadella     | 34      |
| Spezia         | 30     | Palermo        | 32      |
| Venezia        | 29     | Bari (-2)      | 31      |
| Carpi          | 29     | Ascoli         | 26      |
| Pescara        | 28     | Salernitana    | 25      |
| Salernitana    | 26     | Brescia        | 25      |
| Avellino       | 25     | Carpi          | 23      |
| Perugia        | 24     | Spezia         | 23      |
| Novara         | 24     | Avellino       | 23      |
| Virtus Entella | 24     | Pro Vercelli   | 22      |
| Brescia        | 23     | Virtus Entella | 20      |
| Cesena         | 23     | Novara         | 20      |
| Foggia         | 22     | Pescara        | 18      |
| Ternana        | 21     | Cremonese      | 16      |
| Ascoli         | 20     | Ternana        | 16      |
| Pro Vercelli   | 18     | Cesena (-15)   | 12      |

##### Rendimento casa-trasferta
| Casa           | Casa | Trasferta      | Trasferta |
|                |      |                |           |
| Empoli         | 48   | Cittadella     | 38        |
| Bari           | 44   | Empoli         | 37        |
| Frosinone      | 43   | Palermo        | 31        |
| Parma          | 42   | Frosinone      | 29        |
| Venezia        | 42   | Foggia         | 28        |
| Palermo        | 40   | Parma          | 27        |
| Spezia         | 37   | Venezia        | 25        |
| Perugia        | 37   | Perugia        | 23        |
| Cesena         | 36   | Novara         | 23        |
| Carpi          | 33   | Bari           | 23        |
| Avellino       | 31   | Cremonese      | 21        |
| Salernitana    | 30   | Salernitana    | 21        |
| Foggia         | 30   | Brescia        | 21        |
| Pescara        | 28   | Ascoli         | 20        |
| Cittadella     | 28   | Pescara        | 19        |
| Brescia        | 27   | Carpi          | 19        |
| Cremonese      | 27   | Virtus Entella | 19        |
| Ascoli         | 26   | Spezia         | 16        |
| Pro Vercelli   | 26   | Cesena         | 14        |
| Virtus Entella | 25   | Avellino       | 14        |
| Ternana        | 25   | Pro Vercelli   | 14        |
| Novara         | 21   | Ternana        | 12        |

#### Primati stagionali
Squadre
- Maggior numero di vittorie: Empoli (24)
- Minor numero di sconfitte: Empoli (5)
- Miglior attacco: Empoli (88 gol fatti)
- Miglior difesa: Parma (37 gol subiti)
- Miglior differenza reti: Empoli (+39)
- Maggior numero di pareggi: Cremonese (21)
- Minor numero di pareggi: Parma (9)
- Maggior numero di sconfitte: Pro Vercelli (20)
- Minor numero di vittorie: Ternana (7)
- Peggior attacco: Carpi (32 gol fatti)
- Peggior difesa: Ternana (77 gol subiti)
- Peggior differenza reti: Pro Vercelli (-22)
- Miglior serie positiva: Empoli (28, 15ª-42ª)
- Peggior serie negativa: Perugia (5, 7ª-11ª) e Ternana (5, 24ª-28ª; 38ª-42ª)

Partite
- Più gol: Empoli-Cesena 5-3 (8)
- Maggiore scarto di gol: Perugia-Carpi 5-0 (5)
- Maggior numero di reti in una giornata: 40 (24ª e 37ª giornata)
- Maggior numero di espulsioni: 5 (7ª giornata)

### Individuali

#### Classifica marcatori
| Gol | Rigori |  | Giocatore          | Squadra   |
| --- | ------ |  | ------------------ | --------- |
| 26  | 3      |  | Francesco Caputo   | Empoli    |
| 23  | 3      |  | Alfredo Donnarumma | Empoli    |
| 22  | 2      |  | Samuel Di Carmine  | Perugia   |
| 20  | 2      |  | Adriano Montalto   | Ternana   |
| 19  | 4      |  | Fabio Mazzeo       | Foggia    |
| 15  | 2      |  | Alberto Cerri      | Perugia   |
| 14  |        |  | Camillo Ciano      | Frosinone |
| 14  | 1      |  | Cristian Galano    | Bari      |
| 13  |        |  | Daniel Ciofani     | Frosinone |
| 13  |        |  | Stefano Pettinari  | Pescara   |
| 13  | 2      |  | Andrea Caracciolo  | Brescia   |
| 13  | 3      |  | Ilija Nestorovski  | Palermo   |
| 13  | 4      |  | Luigi Castaldo     | Avellino  |
| 13  | 5      |  | Emanuele Calaiò    | Parma     |